# Riu Sacramento
El riu Sacramento és el riu més important del Nord de Califòrnia, i el més llarg de Califòrnia. El riu neix a les muntanyes Klamath i flueix cap al sud durant 640 quilòmetres abans d'arribar al delta dels rius Sacramento i San Joaquín i desembocar a la badia de San Francisco. El riu drena una superfície aproximada de 69.000 km² de 19 comtats, principalment a la regió agrícola i fèrtil, delimitada per la Serralada Litoral de Califòrnia i Sierra Nevada, coneguda com la vall de Sacramento, encara que també s'estén fins als llunyans altiplans volcànics del nord-est de Califòrnia. Històricament, la seva conca ha arribat tant al nord com fins al centre-sud d'Oregon, on l'actual llac Goose (un llac endorreïc) rarament flueix cap al sud fins al riu Pit, l'afluent més septentrional del riu Sacramento.
El riu Sacramento i la seva àmplia plana d'inundació natural va ser abundant en peixos i altres criatures aquàtiques, on cal destacar una de les migracions més meridionals de l'espècie Oncorhynchus tshawytscha de l'Amèrica del Nord. Durant uns 12.000 anys, els éssers humans van dependre dels vastos recursos naturals de la conca, que tenia una de les poblacions de nadius americans més denses a Califòrnia. El riu ha proporcionat una ruta per al comerç i els viatges des de l'antiguitat. Centenars de tribus que compartien costums i tradicions regionals habitaven la vall de Sacramento, entrant en contacte per primer cop amb els exploradors europeus a finals del segle xviii. L'explorador espanyol Gabriel Moraga li donar al riu el nom de Rio de los Sacramentos el 1808. Posteriorment, el nom va ser escurçat i anglicitzat a Sacramento.
Al segle xix es va descobrir or en un afluent del riu Sacramento, iniciant la febre de l'or de Califòrnia i una enorme afluència de població a l'estat. Les rutes terrestres, com el camí de Califòrnia i la ruta Siskiyou van guiar centenars de milers de persones als camps d'or. Cap a l'última part del segle, la mineria havia deixat de ser la major de l'economia, i molts immigrants es van convertir ens agricultors i ramaders. Es van establir moltes poblacions al llarg del riu Sacramento, inclosa la capital de l'estat Sacramento. L'agricultura i la mineria intensiva han contribuït a la contaminació del riu Sacramento, i a canvis significatius en la hidrologia del riu i en el medi ambient.
Des de la dècada de 1950 la conca s'ha desenvolupat intensament per a subministrament d'aigua i la generació d'energia hidroelèctrica. Avui en dia, les grans preses retenen el riu i gairebé tots els seus principals afluents. El riu Sacramento és molt utilitzat per al reg i serveix a gran part del centre i sud de Califòrnia a través dels canals dels projectes gegants d'aigua estatals i federals. Si bé ara subministra aigua a més de la meitat de la població de Califòrnia i a una de les zones agrícoles més productives de la nació, aquests canvis han deixat el riu enormement modificat respecte al seu estat natural i han causat la disminució de la seva, en altres temps, abundant pesca.

## Curs

### Curs superior

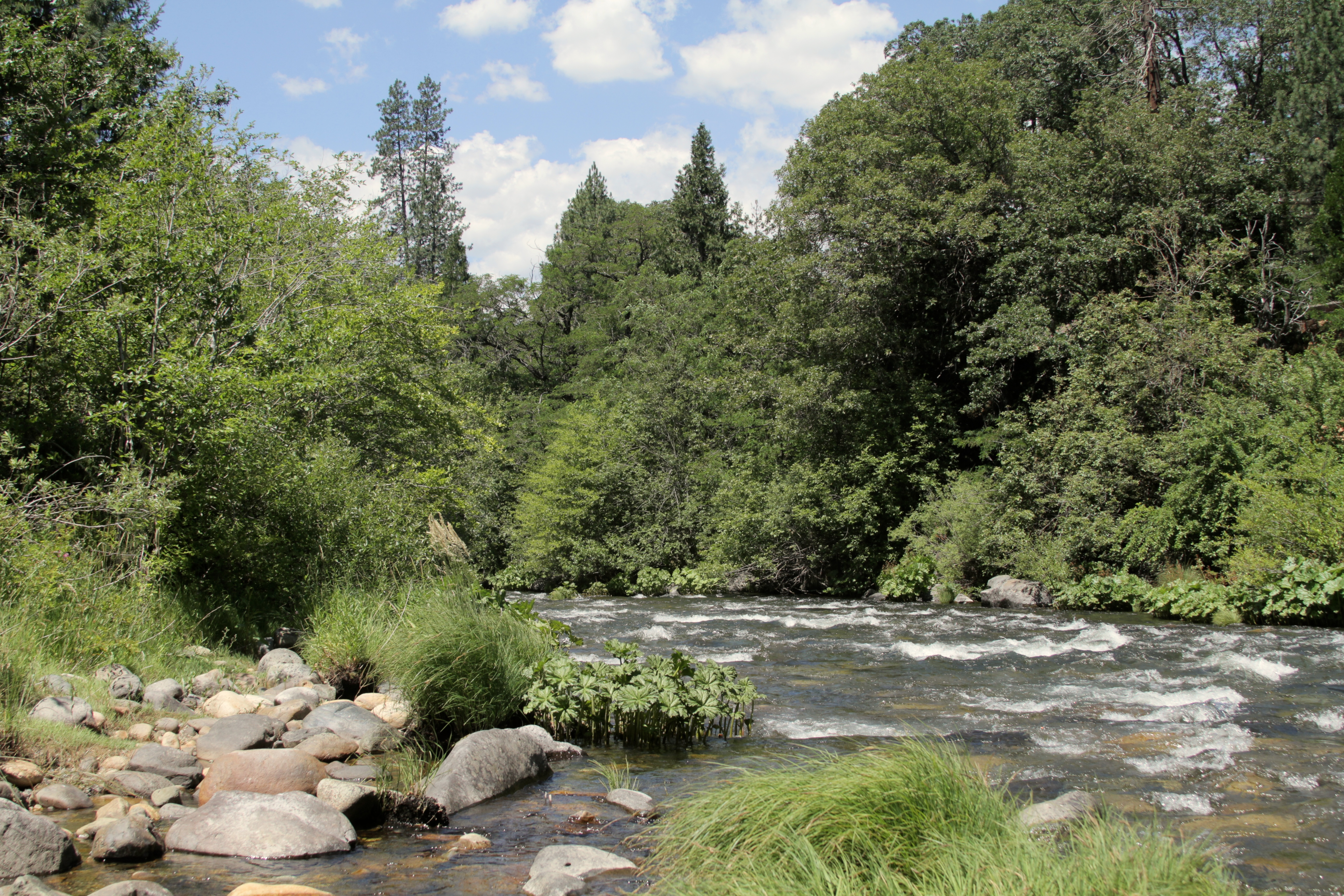
El curs superior del riu Sacramento al Parc Estatal Castle Crags

El riu Sacramento neix a les muntanyes i altiplans del nord de Califòrnia a partir de tres corrents principals d'aigua que desemboquen al llac Shasta: l'Alt Sacramento, el riu McCloud i el riu Pit. El part superior del riu Sacramento comença prop de Mount Shasta, a la confluència de les forquilles nord, centre i sud a les muntanyes Trinity, al Comtat de Siskiyou. Flueix cap a l'est en un petit embassament, el llac Siskiyou, abans de girar cap al sud. Seguidament el riu flueix a través d'un canó d'uns 97 km, més enllà de Dunsmuir i Castella, abans de desembocar al llac Shasta, prop de Lakehead al comtat de Shasta. El riu McCloud neix al vessant est de Mount Shasta i flueix cap al sud durant 124 km a través de la part sud de la Serralada de les Cascades, més o menys en paral·lel a la part superior del riu Sacramento, constituint el braç McCloud del llac Shasta.
El riu Pit, de molt la més llarga de les tres branques que formen el riu Sacramento, neix al Comtat de Modoc, a l'extrem nord-est de Califòrnia. Drenant una vasta i remota àrea de muntanyes volcàniques, flueix cap al sud-oest durant 480 quilòmetres, abans de desembocar en el llac Shasta, prop de Montgomery Creek. El llac Goose, a la frontera entre Oregon i Califòrnia, s'ha desbordat ocasionalment fluint en el riu Pit durant els anys més plujosos, encara que això no succeeix des del 1881. La conca del llac Goose és l'única part de la conca del riu Sacramento que s'estén cap a un altre estat. A diferència de la majoria de rius de Califòrnia, els rius Pit i McCloud reben principalment aigua durant la primavera, assegurant un flux abundant i consistent fins i tot els dies més secs de l'estiu. A l'extrem inferior del llac Shasta es troba la presa de Shasta, que reté el riu Sacramento per controlar les inundacions, per regadius i producció d'energia hidroelèctrica. Abans de la construcció de la presa, el riu McCloud desembocava en el riu Pit, el qual s'unia al riu Sacramento prop de l'antiga ciutat minera de Kennett, submergida quan es va omplir el llac Shasta. El pont del riu Pit, pel qual passen la Interestatal 5 i les vies de la Union Pacific travessant l'embassament por sobre, és estructuralment el pont de doble coberta més alt dels Estats Units (encara que la major part dels pilars del pont està submergida sota el llac Shasta quan l'embassament és ple). El canó del curs superior del riu Sacramento també forma part de la ruta per la que passen la Interestatal 5 i el ferrocarril entre Lakehead i Mount Shasta.

### Vall de Sacramento
Per sota de la presa de Shasta el riu Sacramento s'endinsa a la regió de turons del nord de la vall de Sacramento. Passa per la presa de Keswick, on rep uns 1.500 milions de m³ d'aigua anuals desviats del riu Trinity. Des d'allà gira cap a l'oest passant per Redding, la ciutat més gran de la regió de Shasta Cascade, i gira cap al sud-est, entrant al Comtat de Tehama. A l'est de Cottonwood rep les aigües del Cottonwood Creek, el més llarg dels afluents sense preses. Per l'oest rep les aigües del Battle Creek, un rierol de curta distància. Per sota del Battle Creek esculpeix la seva última gorja, el Canó Iron, sorgint dels turons a Red Bluff, on la presa de Red Bluff (una presa de rescloses) extreu aigua per regadius. Més enllà de Red Bluff el riu arriba a una plana d'inundació de la vall de Sacramento, on rep el Mill Creek per l'est i el Thomes Creek per l'oest prop de Los Molinos, a continuació rep les aigües del Deer Creek per l'est prop de Vina.

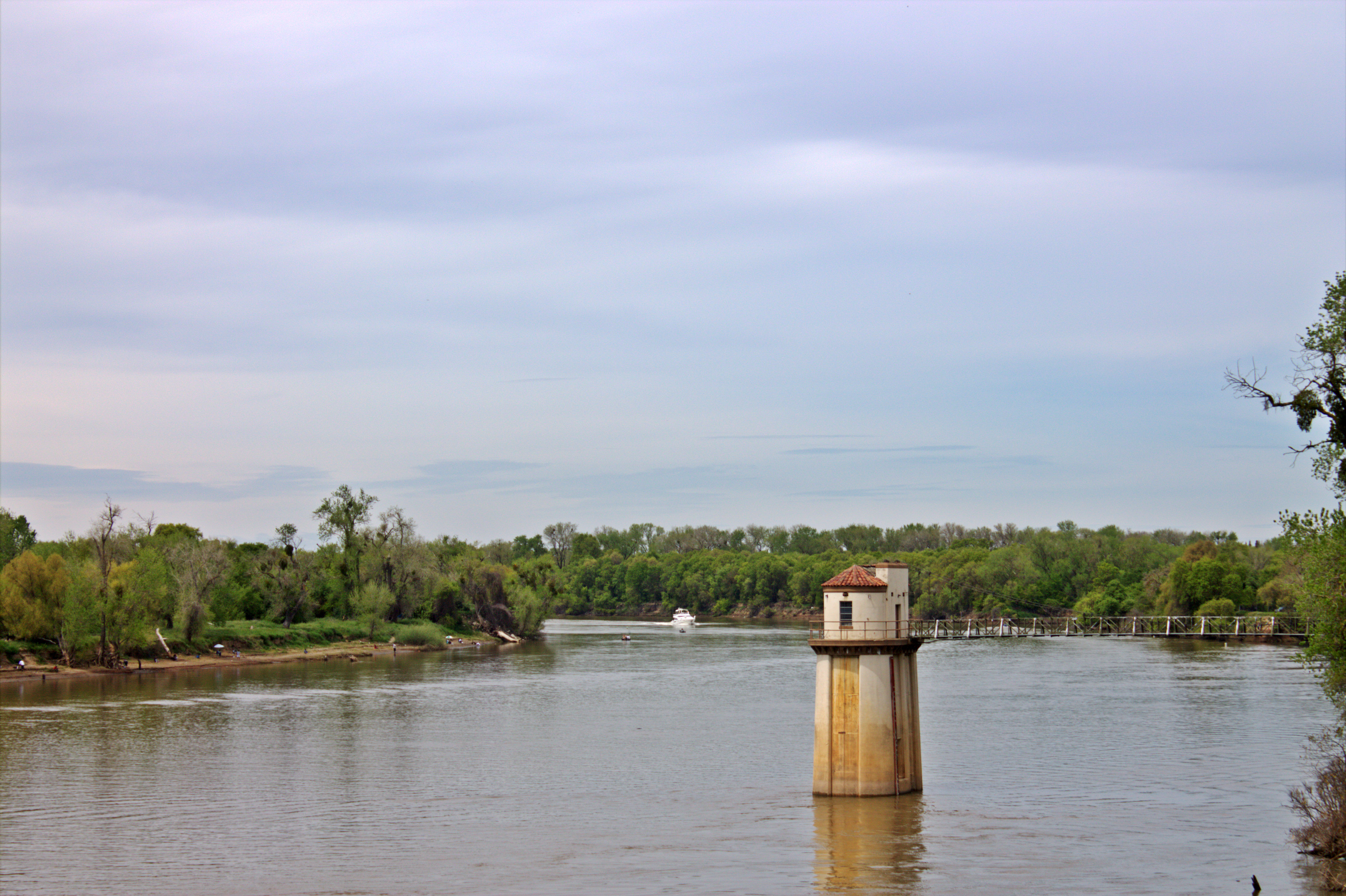
El riu Sacramento per sobre de Sacramento

Al sud-est de Corning, el riu Sacramento fa de frontera entre el comtat de Tehama, a l'oest, i el comtat de Buttle, a l'est. Pocs quilòmetres riu avall fa de frontera entre els comtat de Buttle i el comtat de Glenn, a l'oest. En aquest últim comtat se li uneix l'Stony Creek per l'oest, prop de Hamilton City i a uns 24 quilòmetres a l'oest de Chico. Aleshores el riu fa de frontera entre el comtat de Glenn i el de Colusa durant un pocs quilòmetres, abans de creuar completament el Comtat de Colusa. Passa per les Sutter Buttes, un grup de turons volcànics que s'eleven abruptament al centre de la vall de Sacramento, on rep les aigües del Butte Creek des de l'est de Colusa. Per sota de Colusa el riu es dirigeix cap al sud sud-est, fent de frontera entre el Comtat de Colusa i el Comtat de Sutter, a l'est.
Uns 32 quilòmetres riu avall, el riu arriba a la presa de Tisdale. Durant les inundacions, l'aigua sobrepassa la presa i es dirigeix cap a l'est fins al canal de Sutter, el primer dels dos canals principals de derivació que emmagatzemen i desvien temporalment l'aigua per reduir la pressió del curs principal del riu Sacramento. El riu i el canal flueixen en paral·lel durant 64 quilòmetres, tornant-se a unir a la frontera entre el Comtat de Sutter i el Comtat de Yolo, prop de Knights Landing. El riu Feather, el més llarg dels afluents del riu Sacramento, se li uneix des de l'est  just després que el canal de Sutter. Una segona estructura de control d'inundacions, la presa de Fremont, desvia les aigües d'inundació tant del riu Sacramento com del riu Feather cap al canal de Yolo, el qual flueix en paral·lel al riu Sacramento pel costat oest de la vall. El Cache Creek i el Putah Creek, dos grans afluents que antigament s'unien al riu Sacramento per l'oest, són actualment interceptats pel canal de Yolo a través de canals artificials. El curs principal del riu Sacramento es dirigeix cap al sud, formant la frontera entre els comtats de Yolo i Sacramento.

### Curs baix
A mesura que el riu es dirigeix cap al sud s'apropa a l'àrea metropolitana de Sacramento, el major centre de població de la conca. L'Aeroport de Sacramento està situat a la riba est del riu, prop de Fremont. Prop del centre de Sacramento el riu rep les aigües del riu American per l'est, posteriorment passa per l'històric Tower Bridge i la Interestatal 80. El Capitoli de Califòrnia es troba a menys d'un quilòmetre a l'est del riu, per on el Tower Bridge el creua. Poc després, en el costat oest del riu es troba el Port de Sacramento, connectat al riu per una resclosa. El Canal de Navegació d'Aigües Profundes del riu Sacramento dona accés al port des del Pacífic, a través d'un canal de 68 quilòmetres. El canal va en paral·lel al riu diversos quilòmetres. La presa de Sacramento, situada al centre de Sacramento a la riba oest del riu, serveix per alleujar la pressió del flux del riu American, permeten desviar-lo cap al canal de Yolo enlloc de que continui cap al riu Sacramento.

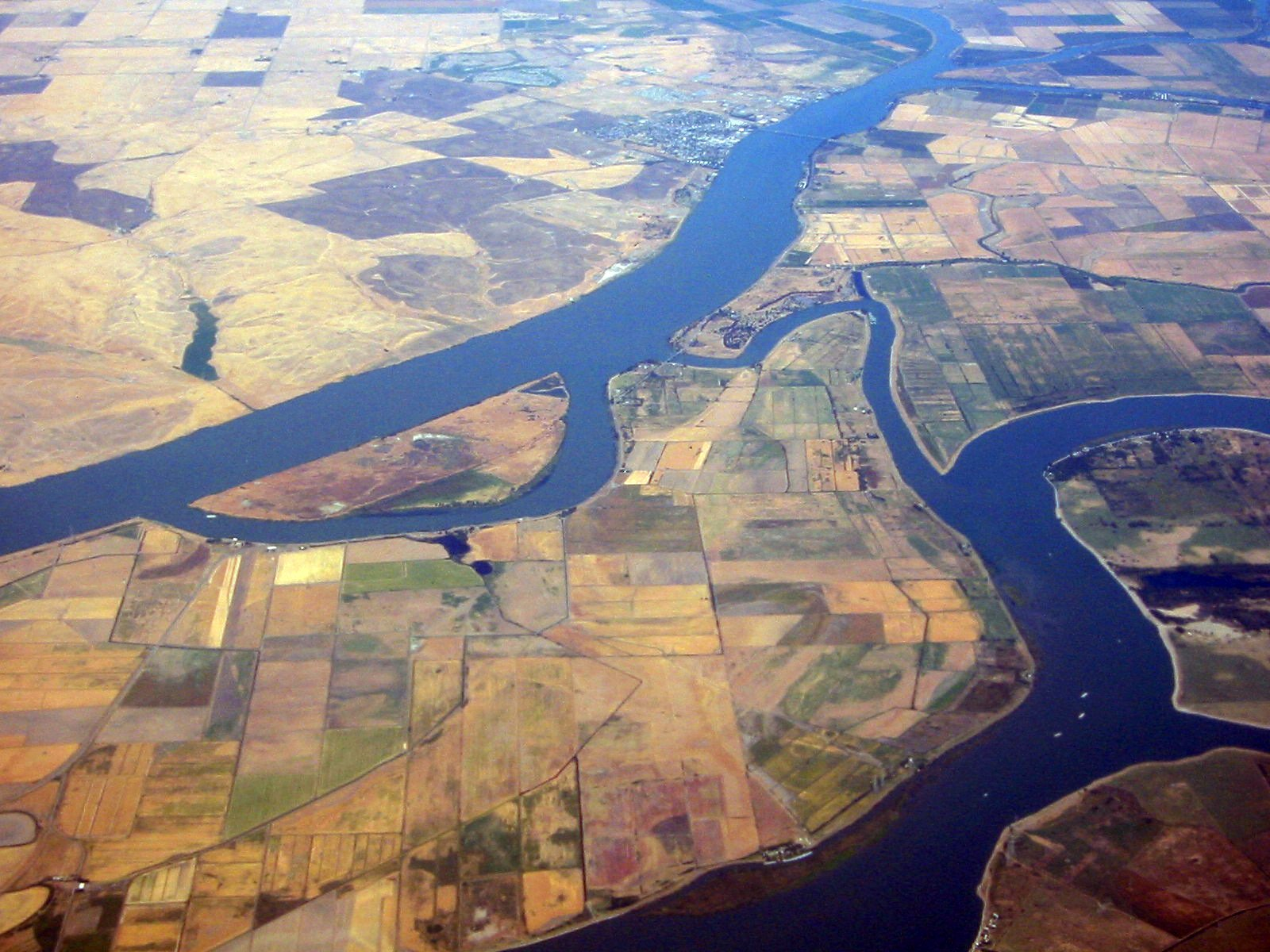
Vista aèria de la regió del Delta, mostrant el riu Sacramento (a sobre) i el riu San Joaquin.

Aigües avall, el riu entra al delta dels rius Sacramento i San Joaquin, un vast estuari i delta fluvial de més de 2.600 km², que rep totes les aigües de la Vall Central, una regió que cobreix un terç de Califòrnia. El riu Sacramento és de molt el major contribuent d'aigua dolça al Delta; generalment aporta més del 80% que hi arriba. A Walnut Grove, el canal artificial Delta Cross connecta el riu Sacramento al canal del riu Mokelumne, permeten que part de l'aigua sigui bombada cap al sud fins a Clifton Court Forebay, l'embassament dels principals aqüeductes del Projecte Estatal d'Aigua i del Projecte de la Vall Central els quals irriguen milers de quilometres quadrats i proporcionen aigua a més de 23 milions d'habitants de la vall de San Joaquin, de l'àrea de la badia de San Francisco i de la Zona del Gran Los Angeles. Tot i que els nivells del riu estan influenciats per les marees aquí i de vegades fins a Verona (molt al nord), l'aigua roman dolça excepte els anys més secs. L'intrusió d'aigua salada de l'oceà Pacífic va ser una de les raons principals per a la construcció del Projecte de la Vall Central (CVP), en el qual les preses mantenen un cabal mínim en el riu Sacramento per mantenir l'aigua salada a la badia.
Per sota de la ciutat de Rio Vista, el curs baix del riu Sacramento es torna a unir al Canal de Navegació d'Aigües Profundes de Sacramento i al canal de Yolo i gira cap al sud-oest al llarg dels peus dels turons de Montezuma, formant la frontera entre els comtats de Solano i Sacramento. Aquesta part del riu és dragada per a la navegació de grans vaixells oceànics i té una mitjana de 1,2 quilòmetres d'ample. Al nord d'Antioch i Pittsburg, els riu Sacramento i San Joaquin s'uneixen al començament de la badia de Suisun, la qual marca la fi oficial dels dos rius. Les aigües combinades flueixen a l'oest a través de la badia de Suisun i l'estret de Carquinez endinsant-se a la badia de San Pablo i de San Francisco, per unir-se al Pacífic al Golden Gate.

### Descàrrega
A continuació del riu Columbia, el riu Sacramento és el riu més gran per cabal abocat de la costa del Pacific dels Estats Units. El flux natural del riu és de 850 m³/s. Abans de la construcció de preses en els seus afluents, el cabal del riu era de 18.000 m³/s durant l'estació de pluges, igual al flux del riu Mississipi. Els finals d'estiu d'any especialment secs el flux cau per sota dels 28 m³/s. Grans volums d'aigua són desviats del riu Sacramento per regadius, indústria i subministrament urbà. El volum anual d'aigua que no es retorna al riu després del seu ús és d'uns 5,83 km³ per regadiu i de 0,6 km³ per ús urbà. Addicionalment es reserven 9.39 km³ per usos en el medi ambient, principalment per mantenir un mínim d'evacuació d'aigua dolça al Delta per combatre la salinitat.

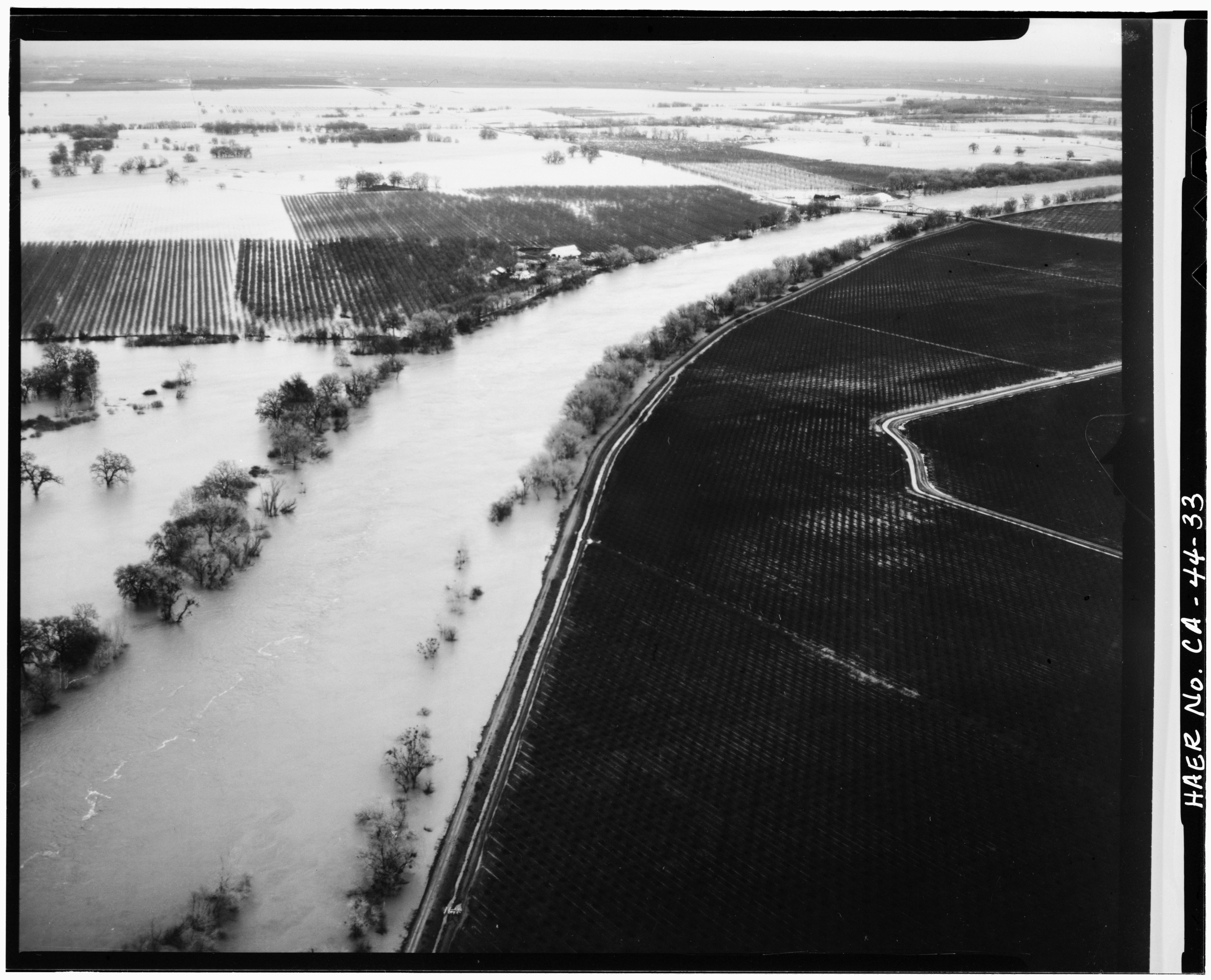
Desbordament del riu Sacramento (24 de gener de 1970)

El Servei Geològic dels Estats Units te hidròmetres a 25 punts al llarg del riu Sacramento, encara que no tots estan actualment en funcionament. Els que estan actualment en funcionament es troben al Delta, prop del naixement a Mount Shasta, a Keswick (prop de Redding), a Colusa (per la meitat del riu), a Verona i a Freeport. L'hidròmetre de Freeport, que es troba just després de Sacramento, proporciona un amidament relativament fiable del flux anual de la conca del riu Sacramento. El flux mitjà entre 1949 i 2013 va ser 661 m³/s. El máxim registrat van ser 3.300 m³/s del 19 de febrer de 1986, mentre que el mínim va de ser 112 m³/s registrats el 15 d'octubre de 1977. El flux del canal de Yolo, un canal dissenyat per canalitzar una part de les aigües de les inundacions per protegir la zona de Sacramento, no es mesurat per l'hidròmetre de Freeport. Un hidròmetre especific del canal va registrar una mitjana de 136,2 m³/s entre 1939 i 2013, principalment entre desembre i març. El flux més alt registrat al canal va ser de 10.600 m³/s el 20 de febrer de 1986. Durant l'estació seca que té lloc entre juliol i setembre, el canal porta entre poc i cap flux.
Encara que el riu Sacramento nominalment neix prop de Mount Shasta, l'autèntica font hidrològica del riu Sacramento és el riu Pit, que és de molt el més llarg dels tres rius que desemboquen en el llac Shasta. A l'hidròmetre de Montgomery Creek, el flux mig del riu Pit va ser de 135 m³/s entre 1966 i 2013. Per comparació l'hidròmetre del riu Sacramento situat només un quilòmetres per sobre del llac Shasta, va registrar una mitjana de 33.7 m³/s entre 1945 i 2013. Entre els anys 1967 i 2013, el flux del riu McCloud (la tercera branca) va registrat un flux mig de 21,9 m³/s. Cal destacar que des de la dècada de 1960, el flux del riu McCloud s'ha reduït mentre que el del riu Pit s'ha incrementat degut a la desviació d'aigua per la generació d'energia hidroelèctrica. No obstant això, el volum total d'aigua que arriba al llac Shasta segueix sent el mateix. Abans de la construcció de la presa de Shasta, els corrents volcànics que alimentaven els riu Pit i McCloud proporcionaven la major part del flux en els estius secs quan l'Alt Sacramento i altres afluents quedaven reduïts al mínim.

## Conca

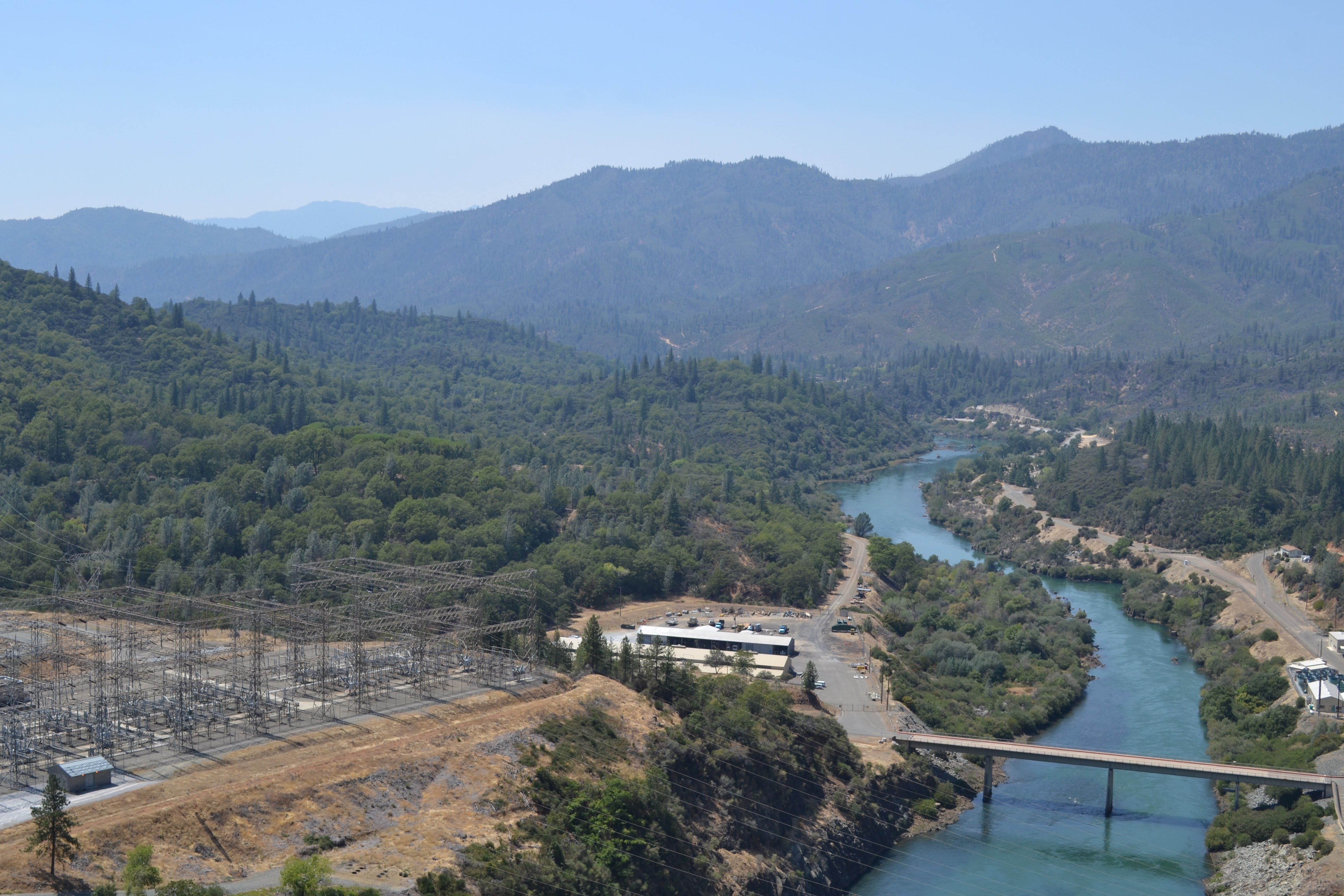
El riu Sacramento per sota de la presa de Shasta

La conca del riu Sacramento és la més llarga de tota Califòrnia, cobrint gran part del nord de l'estat. La conca de drenatge endorreica (tancada) del llac Goose al sud d'Oregon, s'ha sabut que es desbordar en el sistema del riu Sacramento ens anys particularment plujosos. La conca del riu Sacramento en general, es troba entre Sierra Nevada i la Serralada de les Cascades per l'est i la Serralada litoral i les muntanyes Klamath per l'oest, encara que la part de la conca drenada pel riu Pit s'estén més a l'est. El riu Pit, té la particularitat de ser un dels 3 rius que creuen la cresta principal de la Serralada de les Cascades. La seva capçalera neix a l'extrem occidental de la Provincia Geològica de les Serralades i la Gran Conca, a l'est dels volcans més grans com el Mount Shasta i el Pic Lassen. Els altres dos rius són el riu Klamath i el riu Columbia.
Per cabal, és el segon riu més gran dels Estats Units continentals que desemboca al Pacific, només després del riu Columbia, que té gairebé 7 vegades més cabal. El riu Colorado, que arriba al Golf de Califòrnia, al sud de la frontera entre els Estats Units i Mèxic, a prop de la part sud-est de l'estat, és molt més gran que el Sacramento en termes de longitud i superfície de drenatge però té un cabal menor.
El riu Sacramento, en combinació amb el riu Pit, és també un dels riu més llargs dels Estats Units només a un estat, després del riu Kuskokwim d'Alaska i del riu Trinity de Texas. Les principals conques que voregen la del riu Sacramento són les del riu Klamath al nord, la del riu San Joaquin i el riu Mokelume al sud i la del riu Eel a l'oest. El riu Rus també es troba a l'oest, mentre que les conques endorreiques dels llacs Honey i Eagle es troben al nord. A la banda est hi ha moltes conques endorreiques de la Gran Conca, incloent les del riu Truckee i el riu Carson. Parts de la conca del Sacramento passen molt a prop, però no arriben, de la frontera entre Califòrnia i Nevada.

### Fisiografia

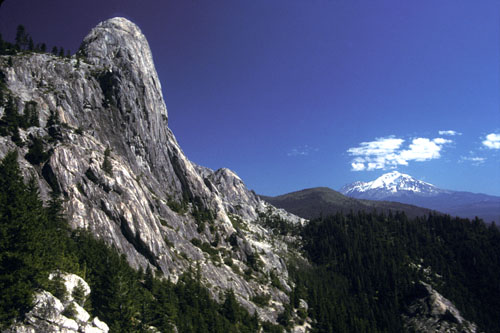
Els Castle Crags, una sèrie de pics de granit que s'eleven per sobre del curs superior del riu Sacramento. El Mont Shasta, la muntanya més alta de l conca del riu Sacramento, es pot veure a la distància al fons de la imatge (cobert de neu).

La diversitat geogràfica de la conca abasta des dels pics tallats per glaceres de Sierra Nevada fins als pantans i terres agrícoles del delta de Sacramento-Sant Joaquim al nivell del mar (i sovint inferior). El punt més alt elevat és el Mont Shasta, un estratovolcà que arriba als 4.299 metres d'alçada, i es troba a prop de les capçaleres del riu. Sierra Nevada en general, disminueix de l'alçada de sud a nord, des de 3.000 a 4.000 a prop del llac Tahoe, a l'est del riu American, a tan sols 1.800 m a mesura que es fon amb la Serralada de les Cascades i l'altiplà de Modoc en l'àrea del pic Lassen. No obstant això, a la banda oest, a l'àrea de la Serralada Litoral és tot el contrari, creixent de 610 a 910 metres al sud fins just per sota del 3.000 metres al nord. Els altiplans volcàniques àrids del nord-est, que es caracteritzen per conques planes trencades per turons escarpats, generalment es troben entre 910 i 1.520 metres d'alçada.
Gran part de la vall de Sacramento es troba per sota del 90 metre d'alçada. En el seu curs baix, el riu Sacramento només baixa 20 centímetres l'alçada per quilometre recorregut. Entre les pendents al·luvials que s'estenen des dels contraforts de Sierra Nevada i la Serralada Litoral, es troben les planes d'inundació baixes del riu Sacramento. El riu flueix a una alçada una mica per sobre que el terreny circumdant a causa dels dipòsits de sedimentats durant mil·lennis que van crear bancs elevats (essencialment dics naturals). Els bancs separen el riu des de les terres baixes a l'est i l'oest, que serveixen com a grans "conques" de desbordament durant les tempestes d'hivern, creant grans àrees d'aiguamolls. Des del segle xix, els sistemes de dics artificials s'han construït per permetre l'agricultura a la fèrtil plana d'inundació del riu. Avui dia hi ha uns 8.100 km² de terres de cultiu de regadiu al llarg del riu. A causa de la reducció de l'àrea d'inundació la taxa de flux d'inundacions al riu ha augmentat, creant un perill significatiu per a les granges i les ciutats al llarg del seu curs. Cap a principis del segle XX els enginyers ja s'havien adonat que no totes les planes d'inundació podrien ser recuperats de manera segura, per tant van crear canals d'inundació on el desenvolupament es limita als cultius anuals i usos recreatius.
Més al sud, gran part de la regió del Delta es troba actualment per sota del nivell del mar: l'enfonsament causa per l'erosió del vent i els correu intensiu ha provocat que les terres del delta s'hagin anat enfonsant des de finals del segle xix. Moltes de les illes del delta estarien sota l'aigua si no fos pels dics de contenció i les bombes que les mantenen seques. Algunes de les "illes" es troben actualment fins a 7,6 metres per sota de l'aigua que les envolta.

### Ús del sòl
El conca del riu Sacramento és la llar d'uns 2,8 milions d'habitants, dels quals és de dues terceres parts viuen dins l'àrea metropolitana de Sacramento. Altres ciutats importants són Chico, Redding, Davis i Woodland. La conca del riu Sagrament cobreix la totalitat o la major part dels comtats de Shasta, Tehama, Glenn, Butte, Plumas, Yuba, Sutter, Lake i Yolo. També s'estén a part dels comtats de Siskiyou, Modoc, Lassen, Lake (a Oregon), Sierra Nevada, Placer, El Dorado, Sacramento, Solano i Contra Costa. El riu flueix a través dels comtats de Siskiyou, Shasta, Tehama, Butte, Glenn, Colusa, Sutter, Yolo, Sacramento, Solano i Contra Costa, sovint fent de frontera entre els comtats.
Moltes de les regions muntanyoses de la conca són administrades pel Servei Forestal dels Estats Units. La conca del riu Sagrament inclou grans extensions de boscos de coníferes als boscos nacionals de Mendocino i Trinity a la Serralada Litoral, als boscos nacionals de Shasta i Lassen al sud de la Serralada de les Cascades i als boscos nacionals de Plumas, Tahoe i Eldorado al vessant occidental de Sierra Nevada. La conca també té el Parc Nacional Volcànic de Lassen, que cobreix 430 km² enfocat en el pic Lassen, el volcà més meridional de la Serralada de les Cascades. L'Àrea Recreativa Nacional de Whiskeytown-Shasta-Trinity, que cobreix més 810 km² de superfície, es travessada per la major part del curs superior del riu Sacramento i pel riu Trinity, i rep el seu nom dels llacs locals, el llac Shasta, el llac Trinity i el llac Whiskeytown, que són les zones turístiques més populars. Moltes altres zones recreatives i parcs estatals es troben dins la conca del riu Sacramento.

## Geologia

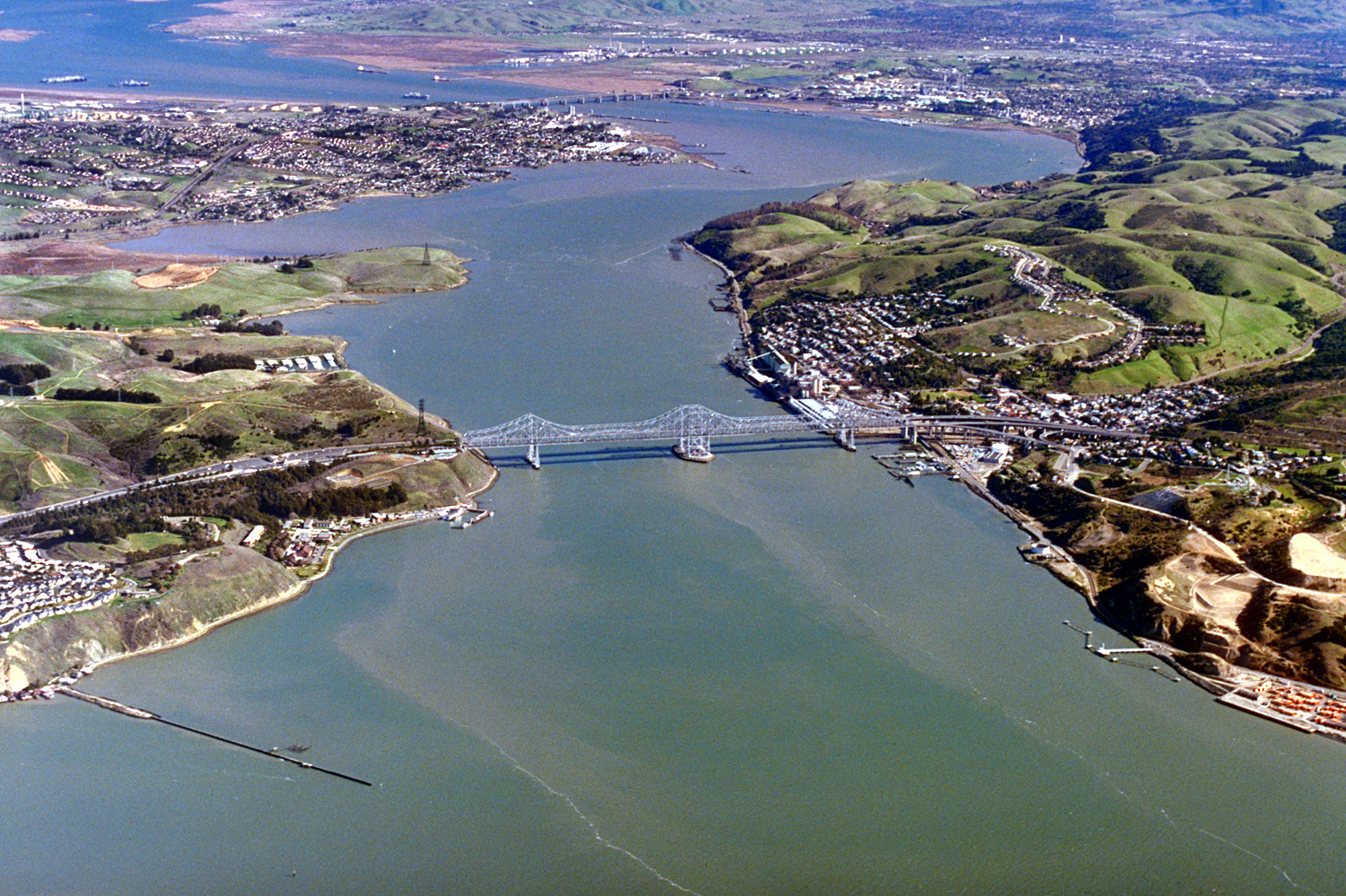
L'estret de Carquinez, que connecta el delta dels rius Sacramento i San Joaquin i la badia de Suisun a les badies de San Pablo i San Francisco, i posteriorment al Pacífic. El canal es va formar a partir del desbordament per sobre de la Serralada Litoral d'un llac gegantí format a la Vall Central centenars de milers d'anys abans, quan les muntanyes es van alçar bloquejant el pas del riu Sacrament a l'Oceà Pacífic.

Segons els estàndards geològics, el Sacramento és un riu força jove; les fronteres de la seva conca van començar a formar-se fa uns pocs milions d'anys quan el magma va brollar sota l'escorça terrestre empès cap amunt per la placa del Pacífic, va xocar amb la placa nord-americana provocant la formació de Sierra Nevada. Tot i que les muntanyes d'aquesta regió ja existien fa 100 milions d'anys (anteriorment la terra probablement estava submergida sota el Pacífic), estaven desgastades per l'erosió. L'actual serralada es va formar fa només uns 4 milions d'anys. La part nord de la conca del Sacramento és més antiga, i es va formar per una intensa activitat volcànica de fa més de 25 milions d'anys, que va donar lloc a corrents de lava que van cobrir i van crear l'altiplà de Modoc, a través del qual flueix el riu Pit. El Mont Shasta i el pic Lassen són alguns dels nombrosos volcans de la Serralada de les Cascades que encara estan presents.
A mesura que Sierra Nevada es va elevar, els ancestres dels afluents del costat est del Sacramento i nombroses glaciacions van anar tallant canons profunds a les muntanyes, dipositant grans quantitats de sediments entre Sierra Nevada i el Pacífic, i formant a poc a poc el sòl de la vall de Sacramento. El riu Sacramento no es va formar fins fa uns 3 milions d'anys, quan es van formar i trencar múltiples estrats a la placa nord-americana provinents de la placa del Pacífic. El plegament geològic resultant va empènyer cap amunt la Serralada Litoral de Califòrnia i les muntanyes Klamath, tancant la vall de Sacramento i obligant als corrents a fluir cap al sud en lloc de cap a l'oest, formant el riu Sacramento ancestral. Es creu que el riu va tenir la seva sortida al mar a la badia de Monterey (formant el canó submarí de Monterey (480 km), quan els nivells del mar eren més baixos durant les edats de Gel). Mentre que la Serralada Litoral és jove per als estàndards geològics, només de fa uns pocs milions d'anys, les muntanyes Klamath van assolir la seva forma actual fa uns 7,5 milions d'anys.
La sortida a la Badia de Monterey dels rius Sacramento i San Joaquin es va veure bloquejada fa al voltant de 2 milions d'anys, i el vessament des de Sierra Nevada va començar a transformar la Vall Central en un llac gegantesc, anomenat llac Clyde. Aquest llac s'estenia 800 quilòmetres de nord a sud i tenia com a mínim 300 metres de fondària. Fa uns 650.000 anys, el llac es va desbordar de manera catastròfica, desembocant a la badia de San Francisco i creant l'estret de Carquinez, l'única ruptura important de la Serralada Litoral en centenars de quilòmetres. La sortida estreta va atrapar part dels sediments dels rius a la Vall Central, formant el delta dels rius Sacramento i San Joaquin. Durant milers d'anys, aquest mar interior es reformaria periòdicament durant les èpoques d'intenses inundacions, sent la més recent la Gran Inundació de 1862. Les preses i els canals que controlen el riu eviten actualment que aquest fenomen tingui lloc la majoria dels anys.

## Història

### Natius americans
El riu Sacramento i la seva vall van ser un dels principals centres de població de nadius americans de Califòrnia. L'abundant cabal del riu, el sòl fèrtil de la vall i el clima temperat asseguraven suficients recursos als centenars de grups que compartien la terra. La major part dels pobles eren petits. Tot i que es va creure que els nadius originals vivien en tribus, en realitat vivien en bandes o grups familiars petits de vint a trenta persones. La vall de Sacramento va ser poblada inicialment fa uns 12.000 anys, però els assentaments permanents no es van establir fins fa uns 8.000 anys. Els historiadors han organitzat els nombrosos grups nadius originals en diverses "tribus". Aquests són coneguts com els shasta, els modoc i els achomawis dels altiplans volcànics al nord; els wintus i els hupes a les muntanyes Klamath i Trinity del nord; els nomlakis, els yukis, els patwins i els pomo de la Serralada Litoral; els yana, els atsugewis, els maidus, els konkows i els nisenans de Sierra Nevada i els seus contraforts occidentals; i els miwok al sud.
La vida dels nadius americans a la Vall de Sacramento era relativament senzilla i poc involucrada amb la violència. Es practicava poca agricultura; la majoria eren caçadors-recol·lectors i pescadors. La mida dels assentaments variava des de petits campaments a pobles d'entre 30 i 50 estructures permanents. Igual que a les tribus de la Vall de San Joaquin i a gran part de Califòrnia, el gla era un aliment bàsic. L'abundància històrica d'alzines i roures a la Vall de Sacramento era capaç de suportar una gran població. Els indis americans generalment molien els glans en farina, que s'utilitzava per fer pa i pastissos. Tot i la prevalença dels glans en la seva dieta, també consumien una varietat d'altres arrels silvestres, llavors, baies i la caça incloïa peixos, cérvols, conills i ocells. L'abundància natural de les valls de Sacramento i San Joaquin, probablement, va arribar a generar recursos per a la majoria dels entre 275.000 i 300.000 nadius americans originals de Califòrnia.

### Exploració i assentaments europeus

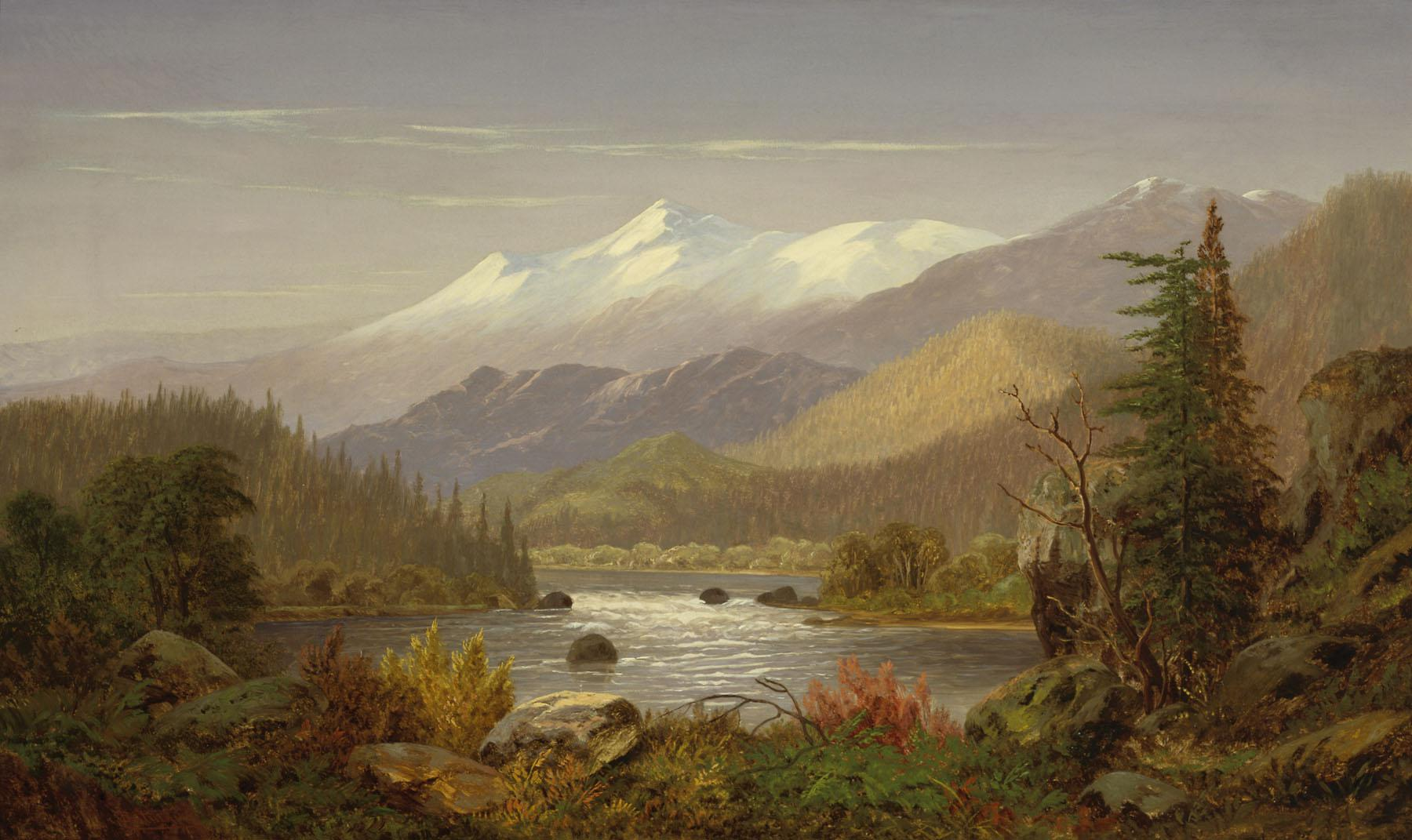
Mt. Shasta and the Sacramento River de Frederick A. Butman (1820-1871)

Els primers estrangers en veure el riu van ser probablement els membres d'una expedició espanyola al nord de Califòrnia el 1772, dirigida pel capità Pere Fages. El grup va pujar una muntanya, probablement dels pujols al nord de la badia de Suisun, i es van trobar mirant avall al delta dels rius Sacramento i San Joaquin. No obstant això, a causa del punt elevat en què es trobaven, ni Fages ni cap dels seus homes van veure amb claredat el Sacramento. Se suposa que el San Joaquin, que ve del sud, va ser el més gran dels rius que es fusionen que van veure. En 1808, l'explorador Gabriel Moraga, en un viatge per trobar llocs adequats per a la construcció de missions, es va convertir en el primer estranger a veure el riu amb claredat. A jutjar la seva enorme amplada i la seva força el va anomenar Rio de los Sacramentos, o "Riu del Santíssim Sagrament". En els anys següents, dues expedicions espanyoles més van travessar la part baixa del riu, sent l'última el 1817.
Els següents visitants va ser els caçadors de pells de la Companyia de la Badia de Hudson que van explorar el sud del disputat País d'Oregon, a partir de la dècada de 1820. La primera expedició organitzada, dirigida per Peter Skene Ogden, va arribar a la zona del Mont Shasta el 1826. En aquell moment, Califòrnia estava sota el control de Mèxic, encara que pocs colons mexicans havien arribat al que després es convertiria en l'estat, la majoria establint-se en petits pobles i ranxos al llarg de la costa sud i central. Els homes de la muntanya de la Companyia de la Badia de Hudson van obrir la ruta Siskiyou a partir de diversos camins de nadius americans que corrien a través de les muntanyes entre la vall Willamette d'Oregon i la part nord de la vall de Sacramento. En els següents anys, aquesta ruta, que amb el temps es va estendre des de San Francisco a Portland seguint part dels rius Sacramento, Willamette, Klamath, Rogue i altres, es convertiria en una important ruta de comerç i de viatge.

### Febre de l'or

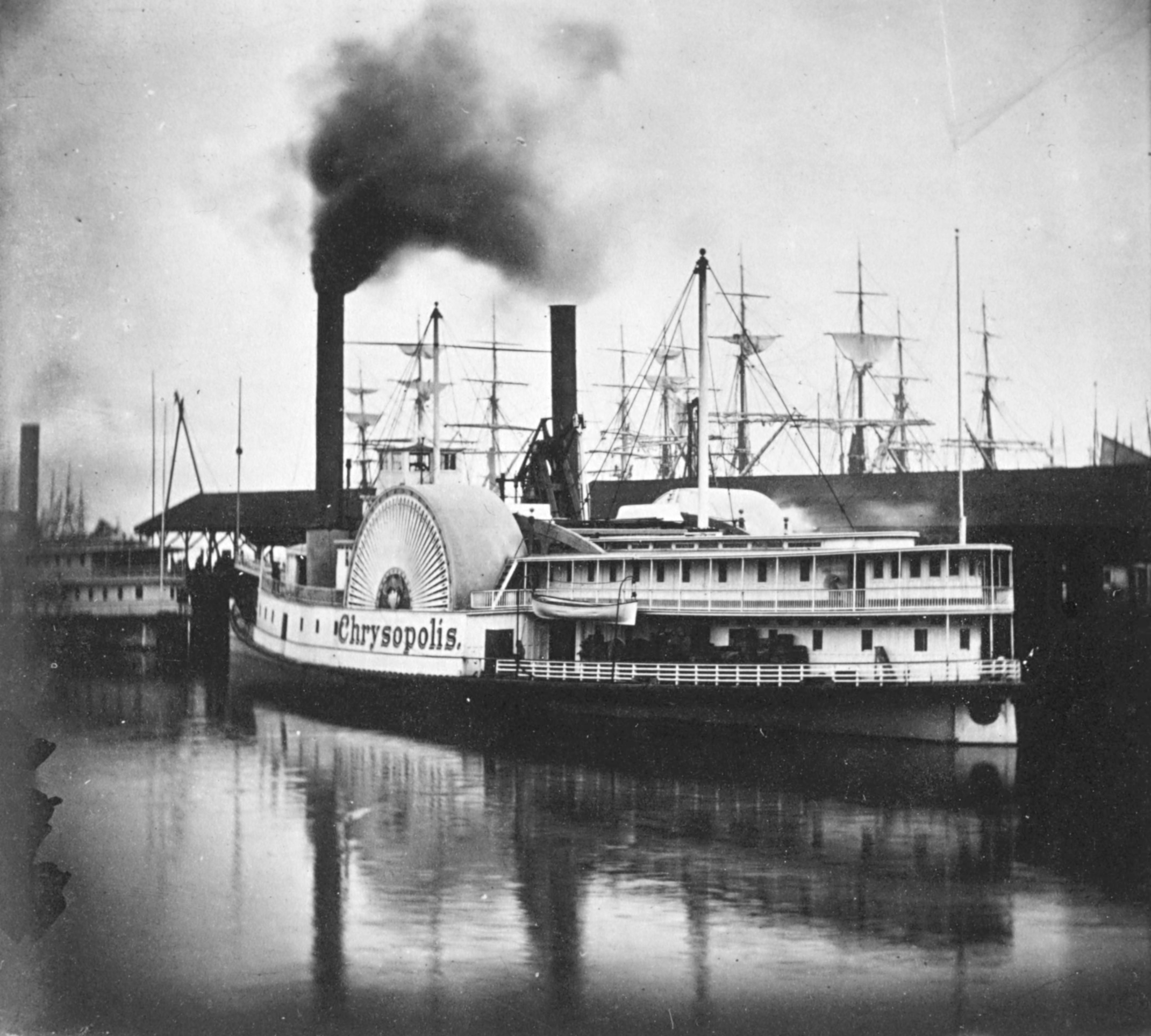
El Chrysopolis, un dels grans vaixells de vapor que es va fer servir per transportar mercaderies pel riu durant la Febre de l'or de Califòrnia

L'arribada de John Augustus Sutter va marcar un punt d'inflexió en la història de la vall de Sacramento, i de Califòrnia en el seu conjunt. El 1841, Sutter i els seus homes van construir una fortalesa a la confluència dels rius Sacramento i American i el govern mexicà li van concedir gairebé 200 km² de la terra que envoltava els dos rius. Donant-li el nom de Nova Helvetia, va crear un imperi agrícola a la part inferior de la vall de Sacramento, atraient a diversos centenars de colons a la zona, aprofitant el treball dels nadius americans per mantenir el seu domini. Sutter tenia una relació de dues cares amb els molts grups americans nadius de la zona. Era amable amb algunes de les tribus, pagant als seus líders generosament pels treballadors que li subministraven, però a d'altres les va obligar per la força a treballar en els camps.
Després de la Revolta de la Bandera de l'Ós de 1846 i de la Intervenció nord-americana a Mèxic, en la qual Califòrnia es va convertir en part dels Estats Units, Sutter i altres grans terratinents de Califòrnia es van aferrar a les seves propietats. El 1848 Sutter va assignar a James W. Marshall la construcció d'una serradora a la forquilla sud del riu American, a Coloma, on Marshall havia trobat or. Encara que Sutter i Marshall van intentar mantenir la troballa en secret, les notícies aviat es van escampar i van atreure a tres-cents mil buscadors de tota Amèrica del Nord, i fins i tot del món, fins al riu Sacramento a la recerca de fortuna, donant inici a la febre de l'or de Califòrnia. Els buscadors van acudir a la regió per la ruta Siskiyou a través del camí d'Oregon, el camí de Califòrnia, ruta d'Emigrants del sud i altres rutes terrestres i/o marítimes a través de l'istme de Panamà i al voltant del sud de l'Amèrica del Sud amb vaixell. Els vaixells de vapor viatjaven amunt i avall del riu Sacramento portant miners des de San Francisco fins a les mines d'or. A mesura que els miners van anar estenent les excavacions més profundament cap a Sierra Nevada i les muntanyes Klamath, els nadius americans van ser expulsats de les seves terres i va tenir lloc una llarga sèrie d'enfrontaments i baralles contínues fins a la intervenció dels governs estatals i nacionals.

### Desenvolupament i efectes posteriors a la Febre de l'or

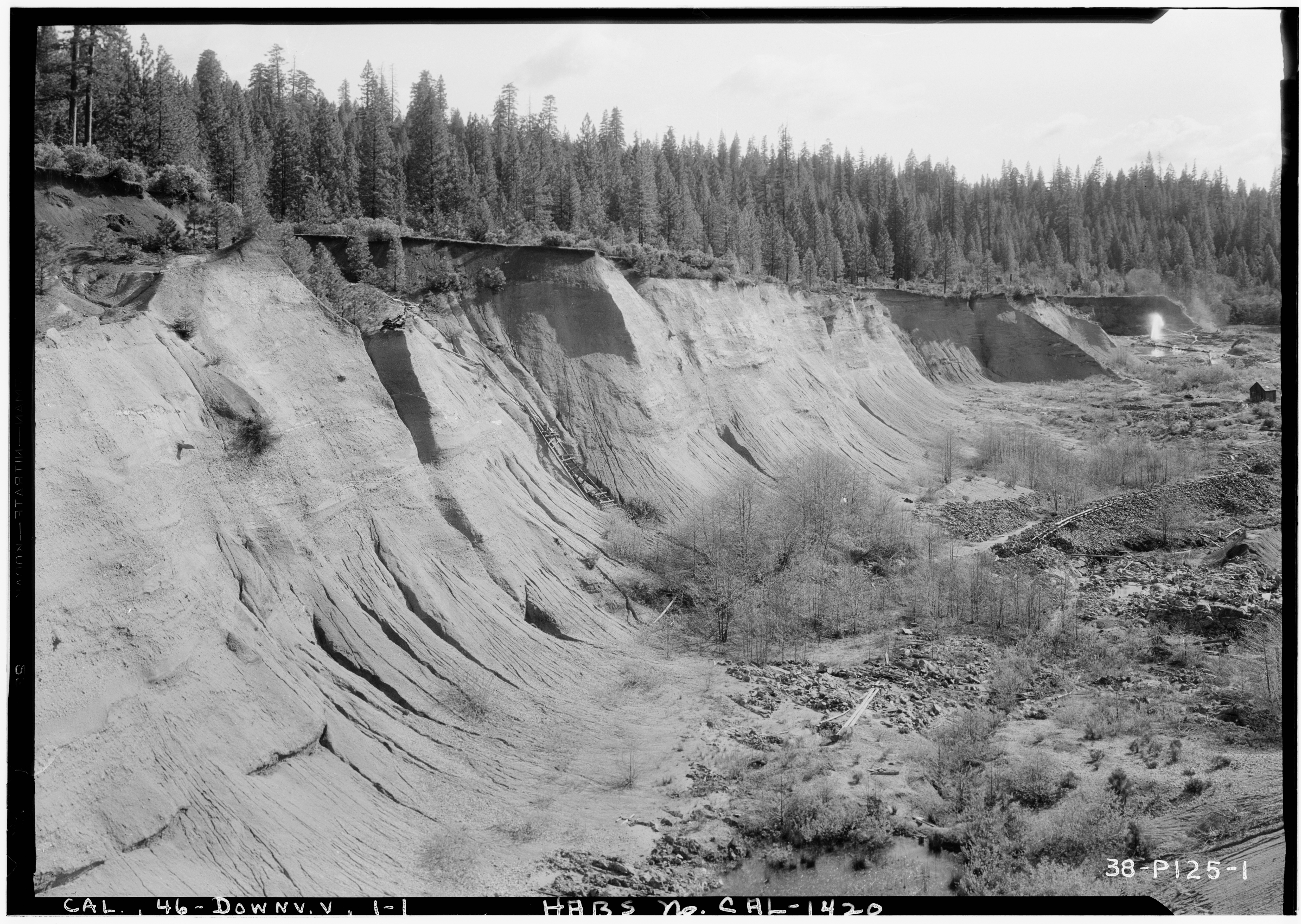
Danys mediambientals causats per la mineria hidràulica prop de Downieville, a la forquilla nord del riu Yuba

L'afluència d'immigrants va portar malalties estrangeres com la malària i la verola, per les que els indis americans no tenien immunitat. Aquestes malalties van acabar amb una gran proporció de la seva població en unes poques dècades des de l'arribada de Sutter i els posteriors colons, a l'inici de la Febre de l'or, per no parlar de les nombroses batalles lliurades entre els colons i les bandes natives, així com la reubicació forçada d'algunes de les tribus a les reserves indígenes en diversos llocs repartits per tota la vall de Sacramento, principalment a la Serralada Litoral. A principis de la dècada de 1850, es van signar diversos tractats entre el govern dels EUA i els nadius americans que implicaven la seva reubicació en una reserva als contraforts de Sierra Nevada, però aquesta promesa es va trencar. Per tant, el 1863, les tribus de la zona que envolta la part mitjana del riu Sacramento i el riu Feather, van ser expulsades i obligades a marxar per la força a la Reserva índia Round Valley prop del riu Eel. Un total de 461 persones es van veure obligades a abandonar casa seva, però només 277 van arribar a la reserva; els altres van morir de malaltia, fam o esgotament.
A mesura que la mineria es va desenvolupar passant de mètodes simples, com el rentat manual, a una nova forma d'extracció comercialitzada, la mineria hidràulica, els beneficis de la febre de l'or van fer un segon salt, obtenint més beneficis dels que els cercadors d'or dels primers anys havien obtingut mai. La ciutat de Sacramento, fundada en el lloc original de la fortalesa de Sutter, va començar a florir com el centre d'un imperi agrícola que proporcionava menjar per alimentar els milers de miners que treballaven als turons, així com un lloc d'intercanvi financer de tot l'or que s'extreia. Sacramento va ser oficialment establerta el 1850 i va ser reconeguda com la capital de l'estat el 1854. A mesura que l'economia de la vall de Sacramento creixia, el ferrocarril Southern Pacific va construir vies al llarg del riu per connectar Califòrnia amb Oregon seguint l'antiga ruta Siskiyou, a les dècades de 1880 i 1890. Moltes parts del ferrocarril eres perilloses, especialment a les zones muntanyoses al nord de Dunsmuir.
No va passar molt temps després que Sacramento superés els 10.000 habitants, quan es va produir la Gran Inundació de 1862 que va escombrar gran part de la ciutat (i gairebé tota la resta al llarg del riu Sacramento) i deixés la resta sota l'aigua. Les aigües de la inundació van ser exacerbades pels milions de tones de sediments produïts per la mineria hidràulica, que van omplir els llits dels rius Sacramento, Feather i American fins 2,1 metres a Sacramento i també van cobrir milers d'acres de les terres de la Vall Central. Una inundació del 1875 va cobrir la ciutat de Marysville i quan es va calmar els carrers de la ciutat estaven plens de runa i roques rentades provinents de la mineria hidràulica.
Les inundacions repetides i l'augment de la demanda d'aigua del riu Sacramento van causar una gran quantitat de canvis massius en el medi ambient a principis del segle xx. Un projecte inicial es va dur a terme per aixecar tota la ciutat de Sacramento prop de 3,4 metres per sobre de la seva elevació original. Això va ser seguit de projectes d'enginyeria molt més grans per controlar i emmagatzemar les crescudes del riu Sacramento; la construcció d'aquestes obres públiques va transformar radicalment el riu durant el segle xx.

## Les preses i l'ús de l'aigua

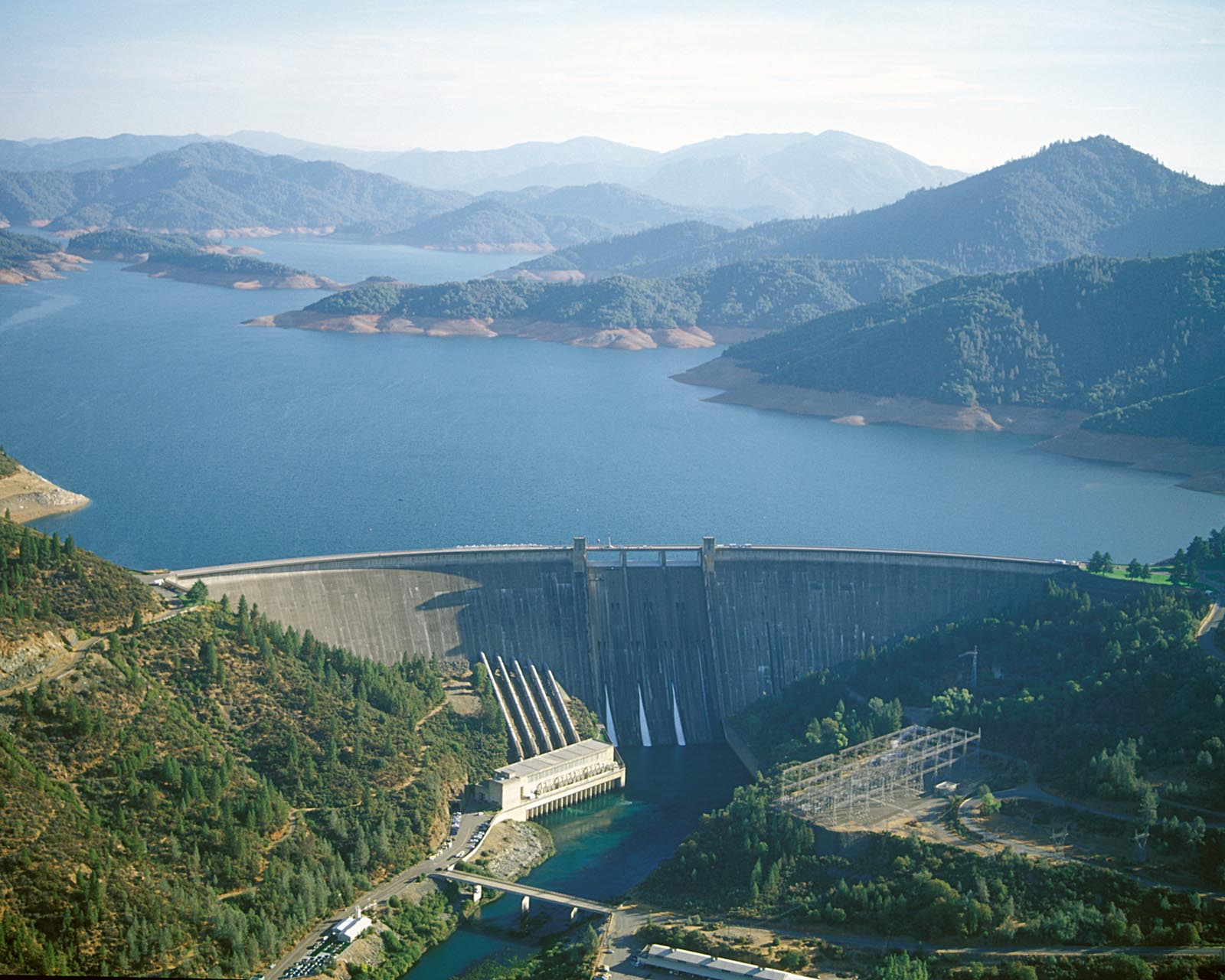
Presa de Shasta

Des de finals del segle xix fins al segle 20, Califòrnia va experimentar un auge econòmic que va conduir a una ràpida expansió de l'agricultura i les zones urbanes. La Vall Central s'estava convertint en una regió d'agrícola de regadiu molt desenvolupada, i les ciutats al llarg de la costa del Pacífic de les valls dels rius Sacramento i San Joaquín van anar creixent ràpidament, requerint el control del riu per evitar les inundacions per una banda i assegurar un subministrament constant d'aigua per l'altre. El Cos d'Enginyers de l'Exèrcit dels Estats Units i l'Estat de Califòrnia van redactar informes, ja a les dècades de 1870 i 1880, que descriuen el desenvolupament futur dels rius Sacramento, Feather, Yuba i Bear.
El 1873, el Coronel Alexander del Cos d'Enginyers de l'Exèrcit va inspeccionar els sistemes de regadiu i la de la Vall Central i va proposar una gran xarxa de bombes i canals que agafessin aigua del riu Sacramento al nord, i la transportessin a la Califòrnia central i meridional (propenses a la sequera), i en especial a la vall de San Joaquin. La conca del riu Sacramento rep "entre dos terços i  tres quarts de la precipitació del nord de Califòrnia, tot i que només ocupe entre un terç i un quart de la terra. La conca del riu San Joaquin ocupa entre dos terços i tres quartes parts de les terres del nord de Califòrnia, però només recull entre un terç i un quart de la precipitació ". La topografia de la conca del riu Sacramento fa que sigui particularment propensa a les inundacions. L'aigua de pluja llisca per les muntanyes escarpades que flanquegen la vall de Sacramento, però amb poques excepcions el fons al·luvial de la vall és sorprenentment pla, frenant el fluix i provocant el desbordament de les ribes del riu. Abans de la construcció d'obres de control d'inundacions, les inundacions d'hivern transformaven amb freqüència la vall en un mar interior. El 1880 l'enginyer de l'estat William H. Hall va desenvolupar el primer pla de control d'inundacions per al riu Sacramento. Hall va reconèixer que amb la combinació de la topografia plana i els volums de flux extremats de l'hivern, amb un sistema de dics per si sol no es podia esperar contenir les inundacions, com s'havia demostrat una vegada i una altra amb les repetides inundacions de la ciutat de Sacramento.

### Projecte de control d'inundacions del riu Sacramento

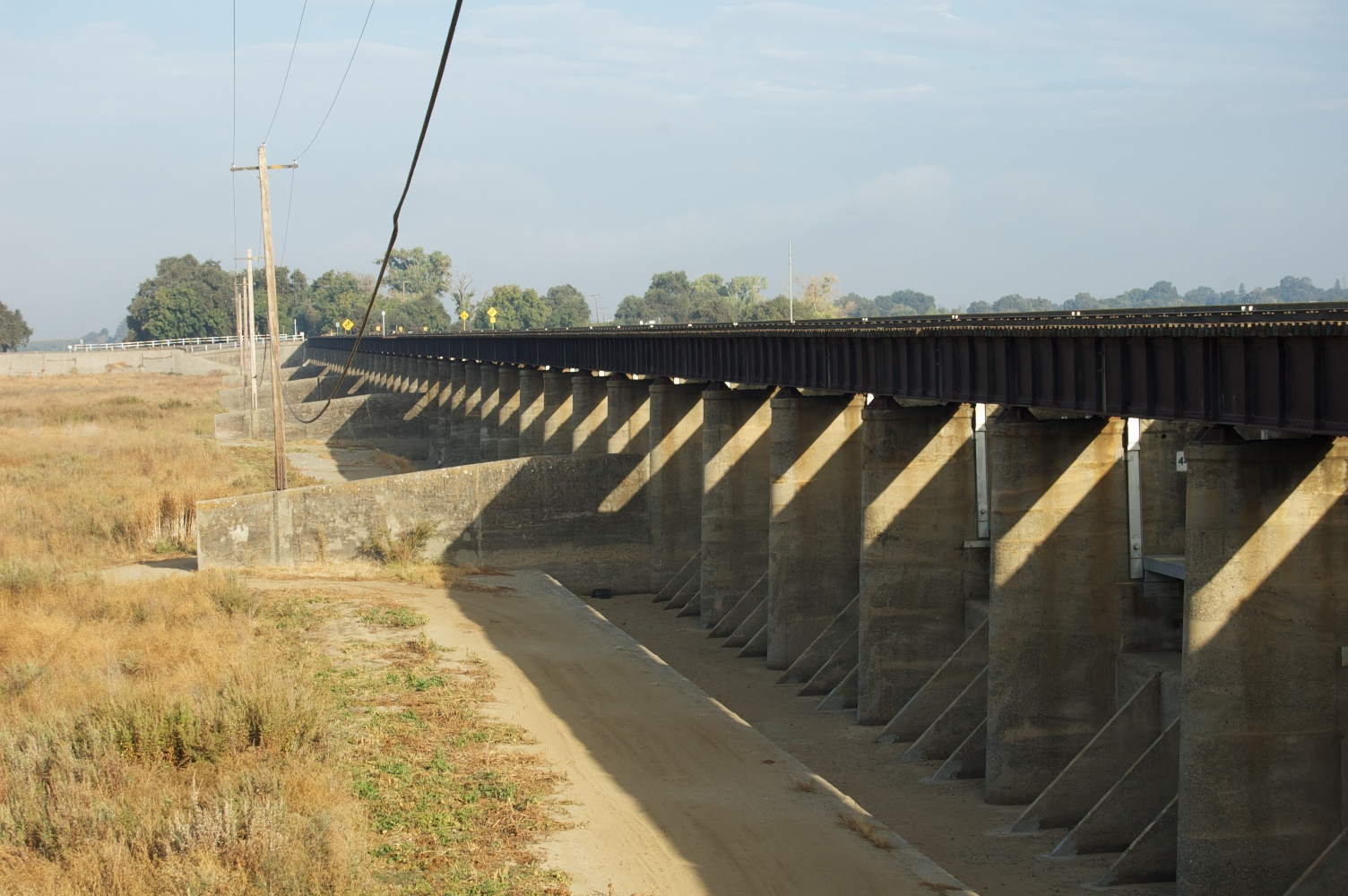
Sacramento Weir is one of several structures along the Sacramento River designed to drain excess floodwaters.

El Projecte de Control d'Inundacions del riu Sacramento va ser autoritzat pel govern federal el 1917. Tot i que la intenció era la de contenir inundacions menors en les ribes dels rius mitjançant l'enfortiment del sistema de dics existents, la característica principal va ser una sèrie de derivacions o seccions de la vall dissenyades intencionadament per inundar-se durant les crescudes. Sobreeixidors col·locats en punts estratègics al llarg del riu Sacramento alliberen l'aigua en canals quan el riu arriba a una certa alçada, alleujant la pressió de les aigües del canal principal. Els canasl es van drenant lentament un cop les crestes de les inundacions han passat. Durant la major part de l'any, els canals romanen secs i s'utilitzen per a cultius anuals com l'arròs. Algunes de les principals característiques són la conca de Butte, conca de Colusa, el canal de Sutter i el canal de Yolo. La conca de Butte és una gran zona de terres baixes al costat est del riu entre les ciutats de Hamilton i Colusa; la geogràficament similar conca de Colusa es troba a l'oest. El canal de Sutter comença a Colusa i corre en paral·lel al costat est del riu Sacramento fins a arribar a la confluència amb el riu Feather. El canal de Yolo, que es troba al costat oest del riu, s'inicia a la confluència del riu Feather i torna a unir-se al riu Sacramento al Delta. Encara que denominats "canals", el sistema essencialment torna a connectar el Sacramento amb una part de la seva plana d'inundació històrica, la qual s'hauria inundat de manera natural, encara que el sistema de dics no hagués estat al seu lloc.

### Projecte de la Vall Central

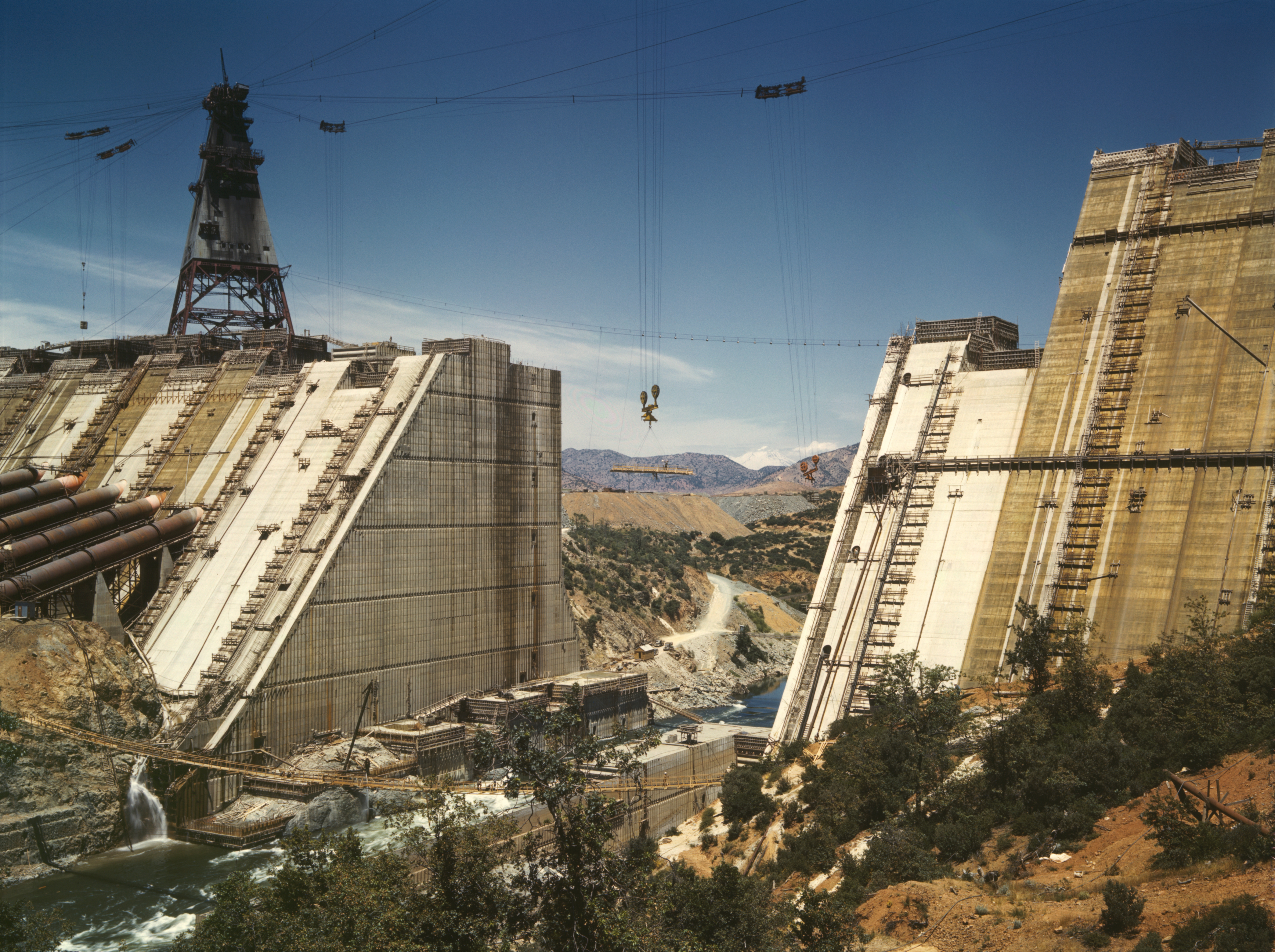
Treballs de construcció de la presa de Shasta el juny de 1942

Durant la Gran Depressió de la dècada de 1930, van sorgir les primeres propostes concretes per a un projecte d'enginyeria de l'aigua de tot l'estat, però el govern de l'estat no va poder vendre els bons necessaris per finançar el projecte, i el govern federal es va fer càrrec. El Projecte de la Vall Central, un dels projectes de regadiu més grans del món, va ser construït per l'Oficina de Recuperació dels Estats Units a partir de 1935. Finalment, el sistema podria distribuir 8,6 km³ d'aigua pel reg de 1,2 milions d'hectàrees de terra a les valls de Sacramento i San Joaquin. La construcció de la presa de Shasta, la instal·lació d'emmagatzematge d'aigua principal del riu Sacramento, va començar el 1938 i va acabar el 1945. Controlant el vessament dels 17.000 km² de la part superior conca del riu Sacramento, la presa de Shasta redueix en gran manera els pics d'inundació a les parts mitjana i baixa del riu. Les aigües de les inundacions s'hi emmagatzemen per al reg en els anys secs, així com per la navegació i la generació d'electricitat. A les següents dècades, es van construir embassaments més grans, capaços d'emmagatzemar un total combinat 16 km3 d'aigua, als principals afluents del riu Sacramento, permetent la regulació de l'aigua per al reg i l'energia hidroelèctrica. Construïts a partir de finals de la dècada 1950, dos canals principals es van estendre a irrigar el costat occidental de la vall de Sacramento, els canals de Tehama-Colusa i el de Corning. Amb el seu inici a la presa de Red Bluff, els canals tenen 179 i 21 quilòmetres de llarg, respectivament, i desvien un total de més de 85 m³/s d'aigua per regar uns 610 km² de terres.

### Projecte Estatal de l'Aigua
El 1960, va començar la construcció del Projecte Estatal de l'Aigua, que tenia com a principal objectiu el subministrament d'aigua a Los Angeles i l'àrea de la badia de San Francisco. La presa d'Oroville, la més alta dels EUA, es va construir sobre l'afluent més gran del Sacramento, el riu Feather. Es van eixamplar una sèrie de canals del Delta per facilitar el flux de l'aigua des del riu Sacramento fins a l'Estació de bombament Harvey O. Banks i a l'Aqüeducte de Califòrnia, que pot  transportar fins a 5 km³ d'aigua cada any. Des del seu origen al Delta el canal recorre 715 km cap al sud a través de la part oest de la Vall de San Joaquin, subministrant aigua de reg a les terres de cultiu al llarg del seu recorregut, i superant 910 m de desnivell al seu pas per sobre de les muntanyes Tehachapi, gràcies quatre grans estacions de bombament. El projecte rega 300.000 hectàrees de terra a la vall de San Joaquin i serveix aigua a 22 milions de persones del centre i el sud de Califòrnia.
Amb els anys, diversos altres plans s'han materialitzat per desviar rius de la costa nord de Califòrnia a la conca del Sacramento, ja que la demanda futura es preveu que superi a l'oferta. L'únic que es va construir va ser el Projecte del Riu Trinity (que passaria a formar part del Projecte de la Vall Central), enviant més del 90 per cent del cabal d'aquest riu al riu Sacramento a través d'un túnel per sota de les muntanyes Klamath. A causa dels danys ambientals i la mort de peixos al riu Trinity, el volum d'aigua transvasada s'ha vist limitat per llei des de la dècada de 1990. Altres projectes més grans, en última instància no s'han dut a terme. Un dels més notoris, el desviament del riu Klamath, proposava enviar la totalitat del cabal del riu Klamath al riu Sacramento, a través d'un sistema de grans embassaments, canals, estacions de bombament i túnels. De manera similar, el projecte de la Presa de Dos Rios hauria desviat una part considerable del riu Eel al riu Sacramento. Ambdós projectes van ser derrotats per la resistència local, l'oposició dels ambientalistes, així com l'elevat cost de capital.

### Navegació
El Canal de Navegació d'Aigües Profundes del riu Sacramento es va finalitzar el 1963, i va ser construït per facilitar la navegació de grans vaixells oceànics des del Delta fins al port de Sacramento. El canal evita la part inferior plena de meandres del riu Sacramento entre la capital de l'estat i el Delta reduint així els temps de viatge per l'aigua. També serveix per descarregar les aigües de l'extrem inferior del canal de Yolo. Construït pel Cos d'Enginyers de l'Exèrcit, el canal té 69 quilòmetres de llarg i una profunditat de 9,1 metres.

## Ecologia i problemes mediambientals
Al riu Sacramento i la seva conca de drenatge hi van haver un extens hàbitat de ribera i aiguamolls, tant a la Vall de Sacramento com al Delta, sent la llar d'una gran varietat de flora i fauna. A causa de la recuperació de terres per a l'agricultura i la regulació de les inundacions estacionals, la quantitat d'hàbitat basat en l'aigua es va reduir considerablement durant el segle xx. Altres impactes humans inclouen el consum excessiu d'aigua per a l'agricultura i les zones urbanes, i la contaminació causada pels pesticides, els nitrats, les deixies minerals, el drenatge àcid de roques i l'escorrentia urbana. Al riu Sacramento hi viuen entre 40 i 60 espècies de peixos i 218 espècies d'ocells. A la conca també hi viuen algunes espècies endèmiques d'amfibis i peixos. Moltes espècies de peix del riu Sacramento són similars a les del sistema dels rius Snake i Columbia; les proves geològiques indiquen que fa entre 4 i 5 milions d'anys els dos rius van estar connectats per una sèrie de zones humides i canals.

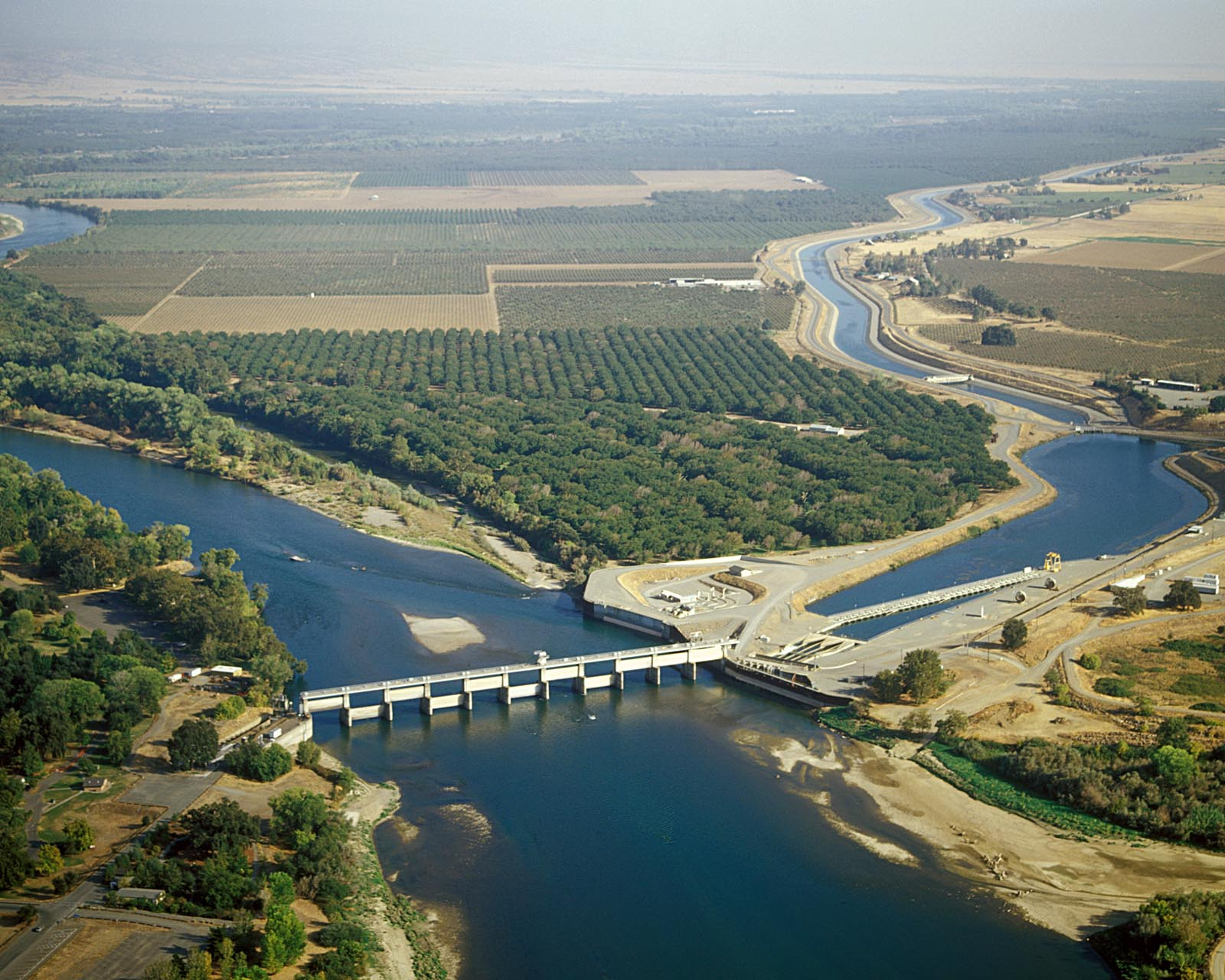
La presa Red Bluff Diversion, la qual desvia aigua del riu Sacramento a dos canals de rec prop de Red Bluff, va suposar la major barrera al desplaçament i la migració dels peixos pel riu fins al 2013.

Situats al llarg de la ruta migratòria del Pacífic, els extensos aiguamolls de la vall de Sacramento són una important parada per a les aus migratòries; encara que només hi romanen una part dels aiguamolls històrics. Els arrossars inundats estacionalment a la Vall de Sacramento comprenen una gran part de l'hàbitat utilitzat actualment per les aus migratòries. Les poblacions d'aus natives han anat disminuint constantment des del segle xix. Entre les espècies que abans eren comuns, però ara estan en perill d'extinció o s'han desaparegut, es troben Empidonax traillii,el cucut becgroc, Vireo bellii i el Viri melodiós. Una altra raó pel descens del nombre d'individus d'espècies natives d'ocells és la introducció d'espècies no autòctones, com les espècies parasitàries del gènere Molothrus, que ponen ous en els nius d'altres espècies d'aus provocant que les seves cries competeixin amb les d'altres per l'aliment.
Al riu Sacramento hi va arribar a haver 9 espècies d'amfibis, però algunes s'han extingit i la majoria de les altres poblacions estan disminuint a causa de la pèrdua d'hàbitat provocada per l'agricultura i el desenvolupament urbà. Els amfibis van prosperar originalment en aiguamolls, pantans, canals secundaris i meandres a causa de la seva aigua més calenta, l'abundància de vegetació i nutrients, poblacions més baixes de depredadors i un corrent més lent. Aquesta població va incloure diverses espècies de granotes i salamandres. Actualment les espècies Rana boylii i Spea hammondii es troben entre les espècies en perill d'extinció.
Les àrees de ribera i de zones humides al llarg del riu Sacramento que van arribar a ocupar 2.000 km², avui en dia només ocupen 40 km², dels quals gran part es compon de trams restaurats i aiguamolls construïts artificialment. La construcció de dics ha impedit que el riu canviï de rumb durant les inundacions d'hivern i primavera, fet que era crucial per a la renovació de les zones humides existents i la creació d'altres noves. Des de finals del segle xix, el riu ha estat bloquejada en la seva majoria per un canal fix, que abans podia canviar centenars de metres o fins i tot diverses quilòmetres en un any a causa de les inundacions. Des del 2010, uns 160 km de boscos de ribera del riu estan en procés de restauració activa.

### Peixos migratoris
"The Sacramento River fall chinook stock is the driver of commercial and recreational salmon fisheries off California and most of Oregon." 
A continuació del riu Colúmbia, el riu Sacramento i els seus afluents tenir la major població de salmó reial, de la costa oest dels Estats Units.Milions de salmons remuntaven el riu per fresar. El 2002 es va observar que uns 800.000 peixos tornaven al riu. Els ecosistemes dels riu Sacramento San Joaquin són la llar de les migracions més meridionals de salmó reial de Pacífic a.
A partir del segle xx, la construcció de preses va bloquejar la fresa de salmons en centenars de quilòmetres de corrents, com ara les parts superior dels riu Feather i 'American, i la totalitat del riu Pit i l'Alt Sacramento. La contaminació provocades per les granges i àrees urbanes va suposar una càrrega pesada sobre el medi ambient del riu, i els recessos d'aigua causats pels grans regadius va donar lloc a la mort massiva de peixos. Des de 1960, quan les grans bombes del començament de l'aqüeducte de Califòrnia al delta van començar la funcionar, el patró de flux d'aigua al delta ha canviat deixant considerablement confosos als peixos pel que fa a on anar, donant lloc a moltes generacions mortes perquè eren capaces de trobar el seu camí ascendent. El 2004, es va registrar que només 200.000 peixos tornaven al Sacramento; mentre que el 2008, es va produir un descens desastrós de fins a només 39.000 peixos.
El 1999, es van eliminar cinc preses hidroelèctriques al Battle Creek, un important afluent del riu Sacramento, per facilitar el pas dels peixos. A més, tres preses al llarg de la riera van ser equipades amb passos de peixos. El riu és considerat un dels millors hàbitats de salmó a la conca a causa de la seva aigua relativament freda i la disponibilitat d'hàbitat ideal, com ara els bancs de grava.
Cap a finals del segle XX i principis del XXI, el govern va culpar de la reducció de les poblacions de peixos a la excessiva pesca, especialment a la costa nord de Califòrnia i Oregon, que es troben a tocar de les rutes de migració dels salmons del riu Sacramento. Això ha donat lloc a la prohibició de la pesca del salmó costanera durant diversos anys des de 2002. La presa de Red Bluff, tot i no tractar-se d'una gran presa i estar equipada amb instal·lacions pel pas dels peixos, també representa una barrera important. A causa d'un disseny inadequat, aproximadament entre el 25i el 40% dels peixos que hi arriben es troben bloquejats per la presa cada any. La presa també s'ha convertit en un "lloc favorit" per als peixos depredadors que s'hi congreguen, donant-se un banquet amb els salmons que queden atrapats per sobre i per sota de la presa. A partir del 2010, la migració dels salmons ha mostrat lleugeres senyals de millora, probablement a causa de les majors precipitacions d'aquest any.
El 1995, es va obrir una porta a la presa de Folsom al riu American, fent que el flux del riu augmentés uns 1.100 m³/s. L'aigua va baixar pel Sacramento i va desembocar al Pacífic; l'afluència d'aigua dolça va ser tal que va confondre a milers de peixos anàdroms que van començar a migrar riu amunt, pensant que el riu havia crescut a causa de les tempestes de finals de la tardor.

### Balenes

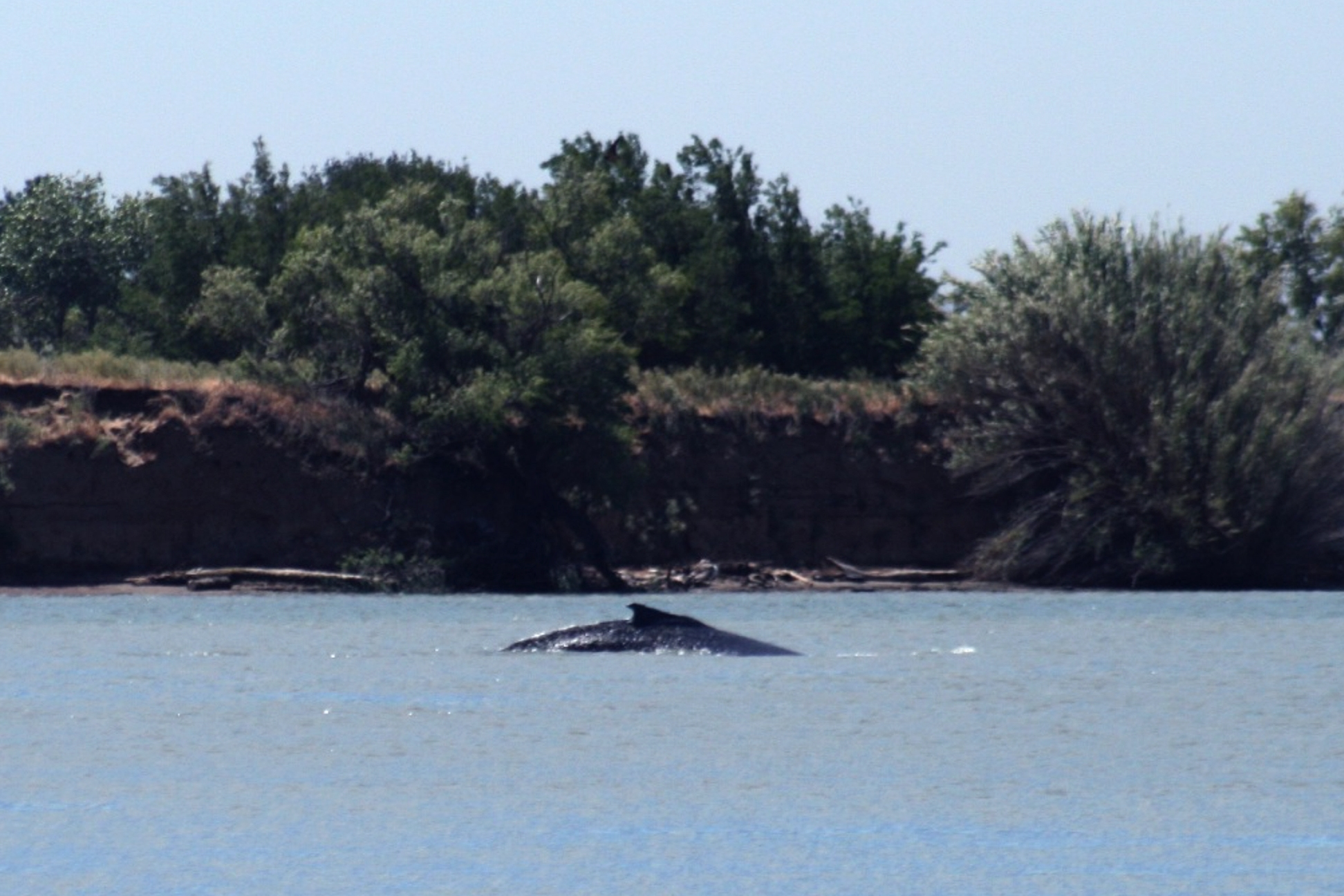
Un exemplar de balena al Delta del riu Sacramento

Els animals marins com les balenes i lleons marins a vegades es troben lluny de la costa després de navegar pel riu cercant aliment o refugi i perden la pista de com arribar de nou a l'oceà Pacífic. A l'octubre de 1985 una balena geperuda afectuosament anomenada "Humphrey, la balena geperuda" pels mitjans de televisió, va viatjar 111 km fins al riu Sacramento, abans de ser rescatada. Els equips de rescat van emetre sons de balenes geperudes aigües avall per conduir a la balena de retorn a l'oceà.
El 14 de maig de 2007, els espectadors i els mitjans van veure dues balenes geperudes que viatjaven per aigües profundes prop de Rio Vista. El duo, que en general es creu que eren una mare i la seva cria (Delta, la mare i Dawn, la seva cria), va continuar a nedar contra el corrent per al canal de navegació d'aigües profundes prop de West Sacramento, a uns 140 quilòmetres terra endins. Hi va haver preocupació perquè les balenes havien resultat ferides, potser per l'hèlix o la quilla d'un vaixell, deixant una ferida a la pell de cada balena. Les balenes van ser acuradament inspeccionats pels biòlegs i injectades amb antibiòtics per ajudar a prevenir la infecció. Després de dies d'esforços per atreure (o espantar) les balenes en direcció a l'oceà, les balenes finalment van tornar cap al sud a la Badia de San Francisco, on van romandre durant diversos dies. Cap al 30 de maig, sembla que la mare i la cria van desaparèixer per sota del pont Golden Gate cap a l'oceà Pacific, probablement al empar de nit.

### Pollution

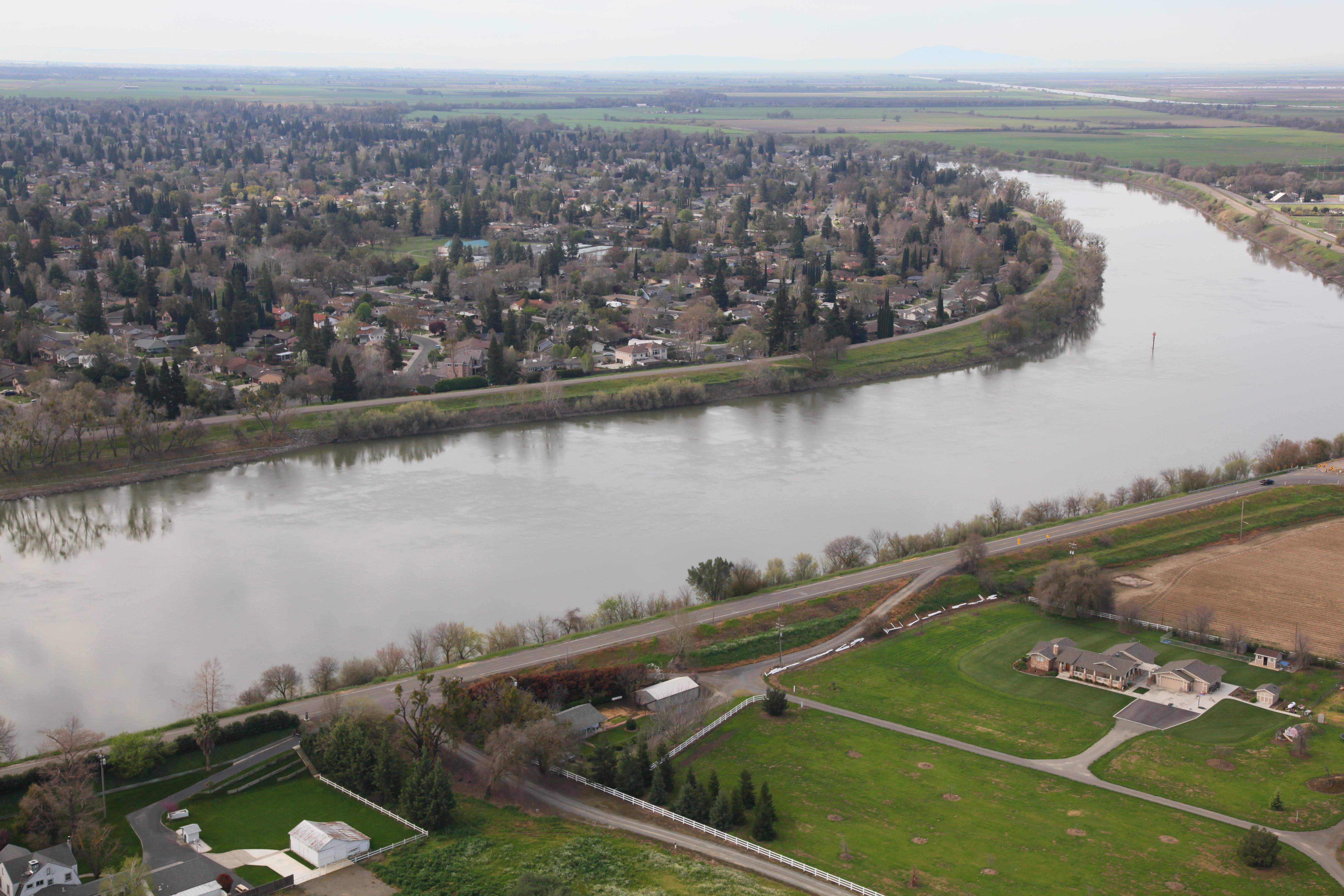
El riu Sacramento al seu pas pels suburbis de Sacramento

Per a ser un riu de les seves dimensions, es considera que el riu Sacramento té l'aigua bastant neta. No obstant això, els contaminants segueixen fluint en el riu des de molts dels seus afluents i els desguassos o canals artificials. La filtració de pesticides, en especial el DDT, és un dels majors problemes als que s'enfronta avui en dia, a causa de l'economia principalment agrícola de la vall. Augment de l'erosió causada per l'eliminació de la vegetació de ribera i la filtració de fertilitzants al riu han donat lloc a la proliferació ocasional de la flor d'aigua, encara que l'aigua és generalment freda a causa de la regulació a través de les preses d'aigües amunt. Altres fonts de contaminació inclouen l'escorrentia urbana, el mercuri i fins i tot de combustible de coets del qual va informar que s'havia filtrat a prop del riu American provinent d'un projecte d'extracció d'Aerojet.
La contaminació de mercuri generada per les activitats d'extracció i processament durant la febre de l'or de Califòrnia encara tenen un profund impacte a l'entorn del riu Sacramento. La substància tòxica va ser àmpliament utilitzada pels miners per separar l'or de les roques circumdants i la brutícia, i es va disposar permeten la seva evaporació. La major part del mercuri es va extreure de la Serralada Litoral, a l'oest del riu Sacramento, on les mines en aquestes muntanyes van produir aproximadament 140.000 tones de mercuri utilitzades durant la febre de l'or. Quan va acabar la febre de l'or, la major part de les mines van ser tancades, però l'aigua àcida i els productes químics tòxics segueixen filtrant-se des de l'interior als fluents del costat oest del Sacramento com el Cache Creek i el Putah Creek. A l'est, el mercuri que impregnava a la terra ha contaminat diversos aqüífers que alimenten rius com el Feather, el Yuba i l'American. Fins i tot el mercuri evaporat planteja problemes, ja que gran part es va utilitzar en concentracions significatives que encara romanen a l'aire en molts llocs. La contaminació per mercuri continua en l'actualitat i probablement continuarà durant dècades o segles en el futur.
El juliol del 1991, un tren va descarrilar a prop de Dunsmuir, al costat del riu Sagrament. Un vagó cisterna es va trencar, vessant uns 73.800 litres de metam-sodi al riu. El producte químic va formar una taca verda, pudent i amb bombolles que es va desplaçar 72 km pel riu, matant tota vida al seu pas. Més d'un milió de peixos van morir, incloent almenys 100.000 truites arc de Sant Martí i milers d'altres criatures aquàtiques, així com els arbres propers. A continuació, la arribar al llac Shasta, l'embassament més gran de Califòrnia. Afortunadament, un sistema de tubs de ventilació al fons del llac s'havia instal·lat per dissipar els productes químics, la va reduir a gairebé res. El vagó cisterna que porta el metam-sodi a través de Califòrnia era d'un tipus del qual la Junta Nacional de Seguretat del Transport havia dit que tenia "una alta incidència de fracàs" en accidents. D'altra banda, el vagó cisterna va ser etiquetat, de manera que la tripulació del tren no sabia que estava transportant una substància química perillosa.